# Parque nacional de la Sierra de Guadarrama
El parque nacional de la Sierra de Guadarrama es un espacio natural protegido español situado en las provincias de Madrid y Segovia.  
Fue declarado parque nacional mediante la Ley 7/2013, de 25 de junio. Protege unas 30 000 hectáreas de la sierra de Guadarrama, en la que se incluyen zonas pertenecientes a las comunidades autónomas de Madrid y Castilla y León. De los quince parques nacionales españoles es el segundo más reciente por detrás de Sierra de las Nieves, además del cuarto en extensión. En 2015, con 2 989 556 visitantes, fue el segundo parque nacional más visitado de España, tras el parque nacional del Teide.
El parque trata de proteger los once ecosistemas diferentes presentes en la sierra de Guadarrama, algunos de ellos de alta montaña mediterránea, únicos en la península. En total, en la zona declarada parque nacional hay más de 1280 especies, de las que trece están en peligro de extinción, más de 1500 plantas autóctonas y treinta tipos de vegetación. Las especies animales presentes en el parque suponen el 45 % de la fauna total de España y el 18 % de la europea. Entre las especies vegetales destacan el pino silvestre, el roble melojo, el enebro, la encina y el piorno, entre otras muchas. En cuanto a la fauna, abundan mamíferos como ciervos, jabalíes, lobo ibérico, corzos, gamos, cabras montesas, tejones, varios mustélidos, gatos monteses, zorros y liebres. También hay una gran cantidad de especies de aves acuáticas en los embalses, y grandes aves rapaces como el águila imperial o el buitre negro.

## Toponimia
El parque nacional Sierra de Guadarrama recibe su nombre del río Guadarrama, cuyo cauce discurre por la sierra de Guadarrama. La palabra Guadarrama proviene de la palabra árabe Uad-al-rámel, que significa río del arenal y hace referencia al río Guadarrama. La palabra Uad(i)- significa 'río', mientras que la segunda parte -al-rámel denota arenoso. Siendo esta la explicación más común es muy posible que los árabes reinterpretaran (etimología popular), el topónimo preexistente latino Aquae dirrama> guaderrama, 'divisoria de aguas', por ser la sierra la divisoria principal de las cuencas del Tajo y el Duero. El río tomaría el nombre de la sierra y no al revés. En cualquier caso, durante buena parte de la Edad Media a la sierra de Guadarrama se la conoció como la «sierra del Dragón», probablemente por la silueta de Siete Picos, que se asemeja al lomo de un dragón, y con este nombre la citan, por ejemplo, el arzobispo Rodrigo Jiménez de Rada en De rebus Hispaniae o Alfonso X el Sabio en Estoria de España.

## Historia

### Antecedentes
Dada su cercanía a Madrid, fue precisamente en esta sierra donde empezaron a realizarse en España algunas de las primeras actividades de conocimiento del medio natural y valorar sus recursos naturales, no solo desde un punto de vista económico, sino también como recurso educativo y de esparcimiento para los habitantes de la ciudad especialmente. Destaca en este aspecto la labor de la Institución Libre de Enseñanza quien, a principios del siglo XX, propició una asimilación de los valores culturales del medio físico madrileño, inspirando sociedades, grupos y revistas que enaltecieron en especial a la Sierra, hasta el punto de discutirse ya en los años veinte la oportunidad de declararla como parque nacional de Guadarrama. Este proyecto se abandonó a causa de los abruptos cambios políticos de la Segunda República y quedó completamente paralizado durante el franquismo.

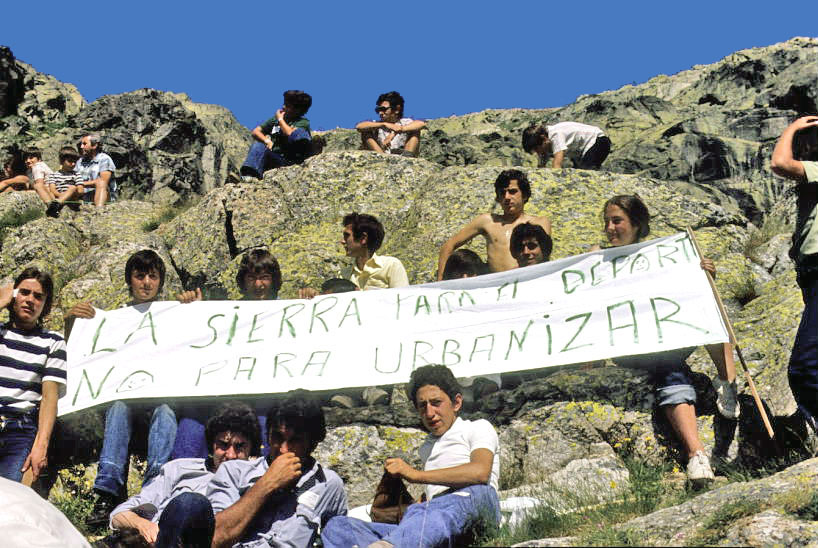
Protesta en 1977 contra la estación de esquí de Valcotos, con ocasión de la 50ª travesía a nado de la laguna de Peñalara.

En 1920, la «Sociedad de Alpinismo Peñalara» propuso que la sierra de Guadarrama fuese declarada parque nacional. Este proyecto, que en aquella época no tuvo éxito, estuvo paralizado hasta finales del siglo XX, cuando en 1998, Juan Luis Muriel, secretario general de Medio Ambiente del Ministerio de Medio Ambiente, encargó al Organismo Autónomo de Parques Nacionales la realización de un estudio de viabilidad y anteproyecto de este parque nacional. Dicho informe dio paso para que, a principios de la década de 2000, el gobierno de la Comunidad de Madrid, con Alberto Ruiz-Gallardón como presidente y Pedro Calvo como consejero de Medio Ambiente, pudiese reavivar esta aspiración. La declaración como parque nacional de la sierra fue defendida por organizaciones ecologistas. Las administraciones de la Comunidad de Madrid y de Castilla y León llevaron a cabo los trámites para definir y proyectar el nuevo parque nacional. El ejecutivo madrileño, encabezado por la presidenta Esperanza Aguirre, presentó en el parque natural de Peñalara el 8 de febrero de 2006 el proyecto públicamente de la parte del parque nacional de Guadarrama correspondiente a su comunidad autónoma. El 7 de noviembre de 2006 fue aprobado el PORN (Plan de Ordenación de los Recursos Naturales de la Sierra de Guadarrama) por la Asamblea de Madrid, con los votos a favor del Partido Popular y en contra del Partido Socialista Obrero Español e Izquierda Unida, que expresaron la opinión, común también entre los grupos ecologistas, de que el texto aprobado no aumentaba la protección ya existente (parque natural), sino que incluso la reducía, por ejemplo al permitir el cambio de uso a urbanizable de zonas como dehesas y pastos e incluso instalaciones de las estaciones de esquí. Finalmente, este PORN fue retirado, aprobándose otro a finales del año 2009. Sin embargo, esta planificación ha sido duramente criticada por otros partidos políticos (PSOE e IU, los que se opusieron en la votación) a los que se sumaron grupos ecologistas, que estiman que con esa regulación se reduciría el nivel de protección de la sierra.
El 30 de enero de 2008 la Junta de Castilla y León renunció al parque nacional en Guadarrama, buscando una protección inferior en su zona. En enero de 2010, la Junta de Castilla y León aprobó un PORN y en diciembre se ese año se declaró un parque natural en la vertiente castellanoleonesa de la sierra bajo el nombre parque natural Sierra Norte de Guadarrama, de 85 616 ha.

### Declaración del parque
El 13 de junio de 2013, con críticas previas de las organizaciones ecologistas, el Congreso de los Diputados aprobó la tramitación parlamentaria de la Ley de declaración del parque nacional de la Sierra de Guadarrama. El nuevo parque nació con una superficie de 33 960 hectáreas, repartidas entre Madrid (21 714) y Castilla y León (12 246). La publicación de la ley tuvo lugar en el Boletín Oficial del Estado el 26 de junio de 2013. La parte castellanoleonesa del parque nacional forma parte a su vez del parque natural Sierra Norte de Guadarrama.

## Gestión del parque

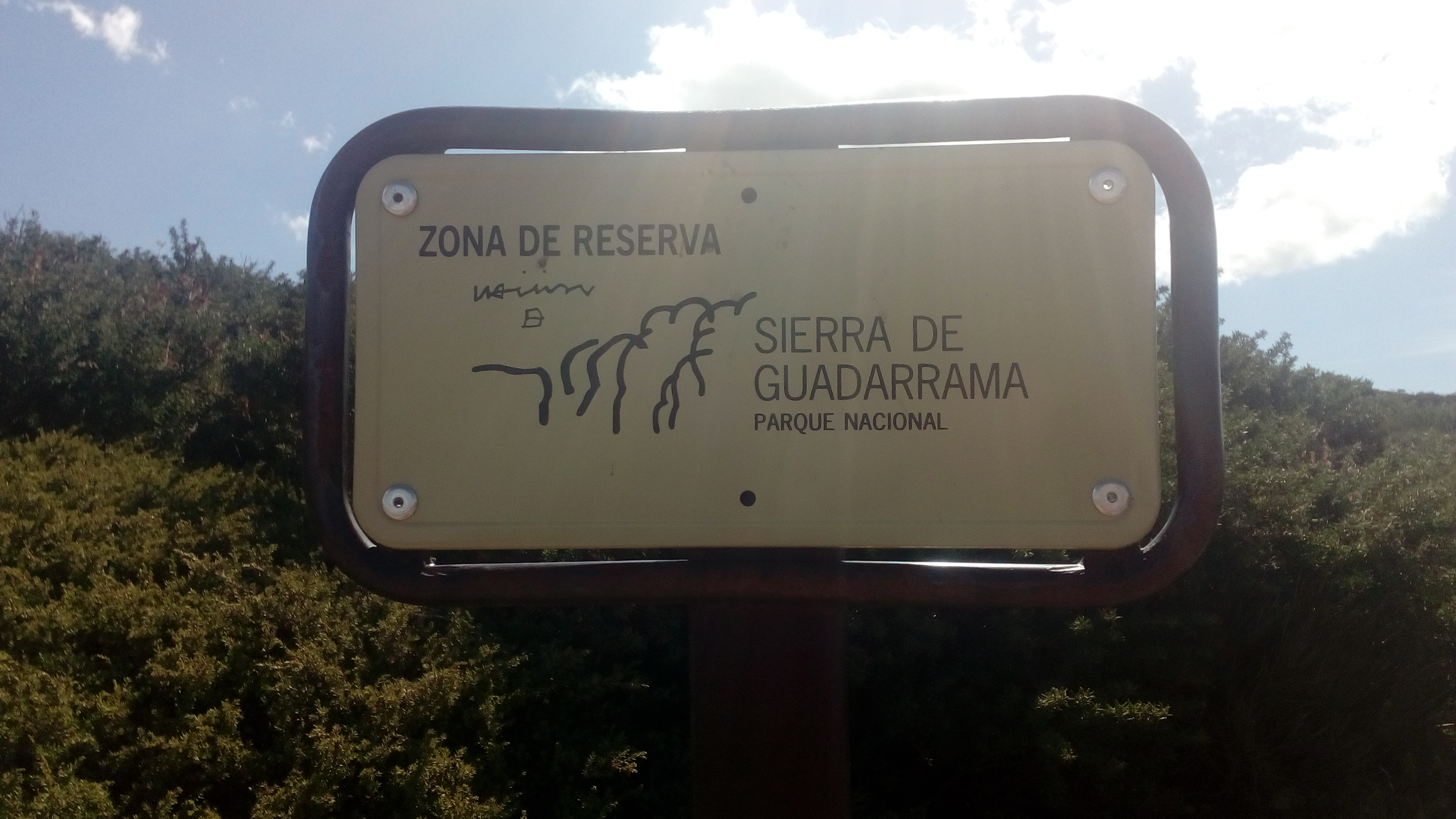
Señalización de una zona protegida en Trescasas (Segovia)

La Ley 41/1997, aprobada en 1997 como modificación parcial de la Ley 4/1989, dicta el reparto de gestión y responsabilidades de los parques nacionales de España. En el caso del parque nacional de Guadarrama, esta ley se aplicará sin modificaciones notables. El Organismo Autónomo Parques Nacionales, organismo dependiente del Ministerio de Agricultura, Alimentación y Medio Ambiente, será el encargado de atender a las funciones económicas y de funcionamiento del parque. Las comunidades autónomas de Castilla y León y Madrid son la encargadas de aportar recursos humanos para la gestión de la reserva natural. También hay que citar la presencia de órganos colegiados como el Consejo de la Red de Parques Nacionales, las Comisiones Mixtas y los Patronatos del parque nacional, y de órganos unipersonales, como un presidente de Patronato y un director-conservador. La ley de parques nacionales del 2007 establece que serán las comunidades autónomas competentes las que gestionen y financien la gestión de los parques nacionales a excepción de los marítimos, cuya competencia se otorga al estado.

## Medio físico

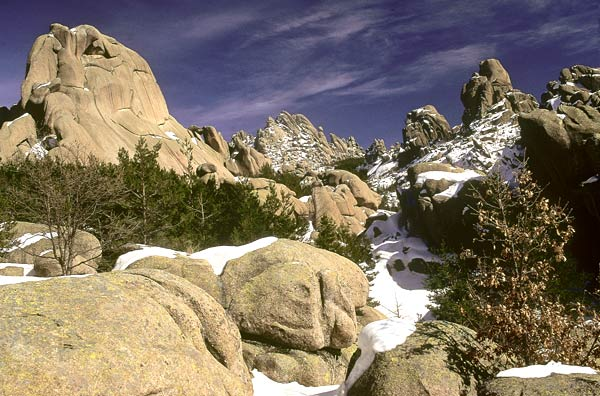
Caprichosas formas en rocas de granito en La Pedriza.

La totalidad del parque nacional está dentro de la sierra de Guadarrama, un sistema montañoso perteneciente al Sistema Central. Con una longitud de unos 80 km, una anchura que no supera los 20 km y su dirección suroeste-noreste, la sierra de Guadarrama forma parte de la división natural entre las mesetas norte y sur que conforman la zona centro de la península ibérica.

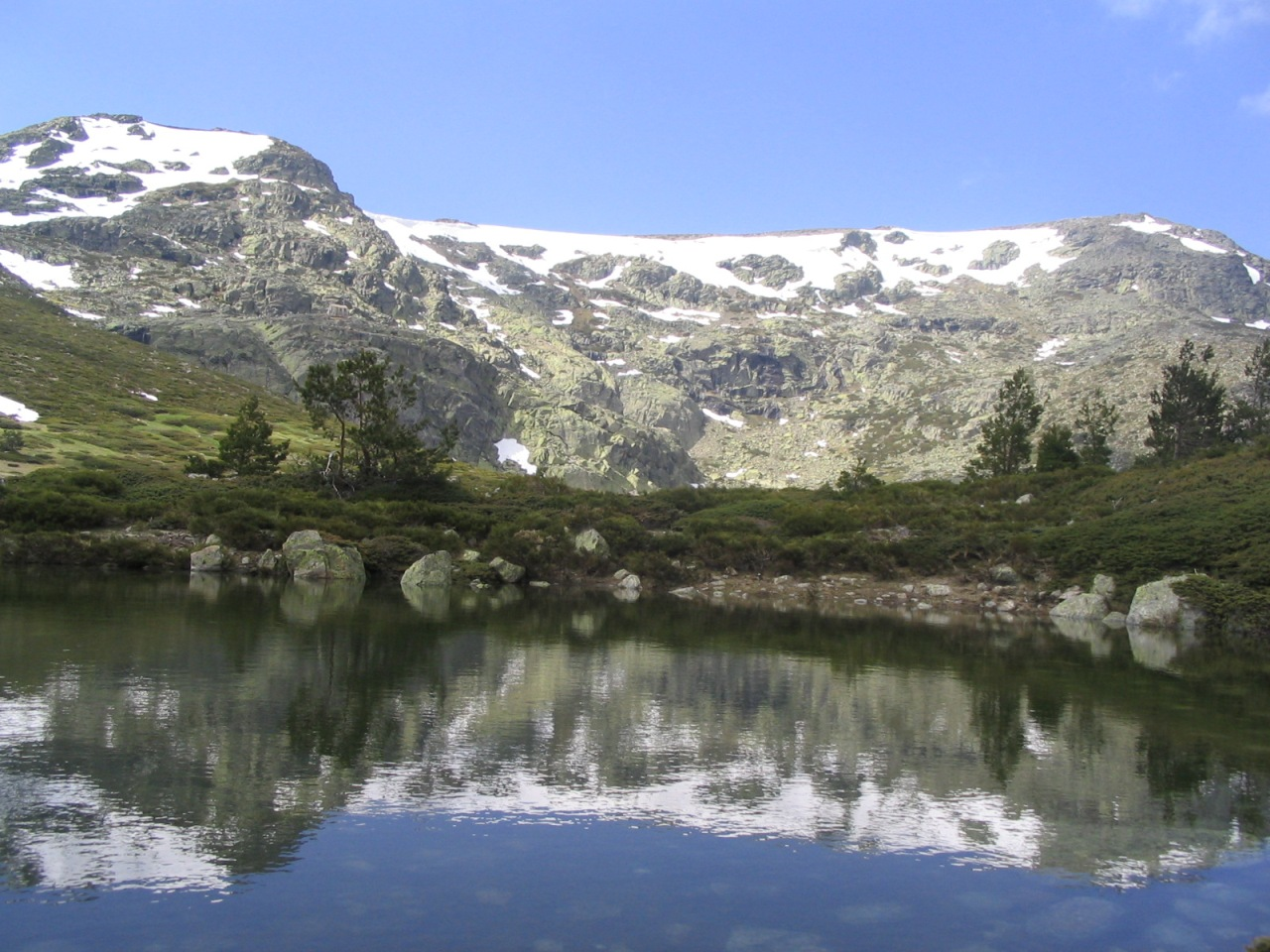
Circo y cima de Peñalara (en la derecha) y su reflejo en una pequeña laguna.

Forma parte de la zona este de la cordillera del Sistema Central y es una de las sierras más extensas de las que componen la cordillera. La base de estas montañas en la vertiente noroeste se sitúa entre los 1100 y los 1200 metros, y en la vertiente sureste entre los 900 y 1100 metros.
La prominencia media de los principales picos es de 1000 metros, y el más alto de ellos es Peñalara con 2428 metros. La sierra de Guadarrama comienza en el valle del río Alberche (extremo suroeste), que la separa de la sierra de Gredos y termina en el puerto de Somosierra (extremo noreste), sirviendo de separación a las cuencas hidrográficas de los ríos Tajo y Duero y aportando a ambos algunos de sus principales afluentes, como son los ríos Lozoya, Manzanares, Guadarrama y Cofio al Tajo, y el Duratón, Cega, Pirón, Eresma, Moros y Voltoya al Duero. Las coordenadas de su extremo noreste son 41° 4′ N 3° 44′ O, y las de su extremo suroeste son 40° 22′ N 4° 18′ O.

### Zonas del parque
Para dividir el parque en zonas se pueden tener en cuenta diferentes criterios. Si usamos el de la ubicación, se puede dividir en la zona noreste y la suroeste. Estas dos áreas están separadas por la zona comprendida entre los puertos de Navacerrada y Cotos, separados entre sí por 5,6 km. Ambos puertos están en un nudo montañoso importante por su altitud y por su ubicación céntrica. También se puede dividir el parque usando el criterio de las vertientes. La del río Tajo es la que mira al sureste y está enteramente en la Comunidad de Madrid. La otra es la del río Duero, que vierte las aguas hacia el noroeste. Se encuentra repartida entre las provincias castellanoleonesas de Segovia, en su mayoría, y Ávila, en la zona suroeste. Atendiendo al criterio de la importancia de los cordales montañosos, la sierra se compone de la alineación principal, los cordales secundarios y los cerros y pequeñas sierras periféricas. La alineación principal es la divisoria de las cuencas del Duero y el Tajo, tiene 80 km de longitud y hace de límite entre la comunidad de Madrid y Castilla y León. A continuación se describen los cordales montañosos secundarios.

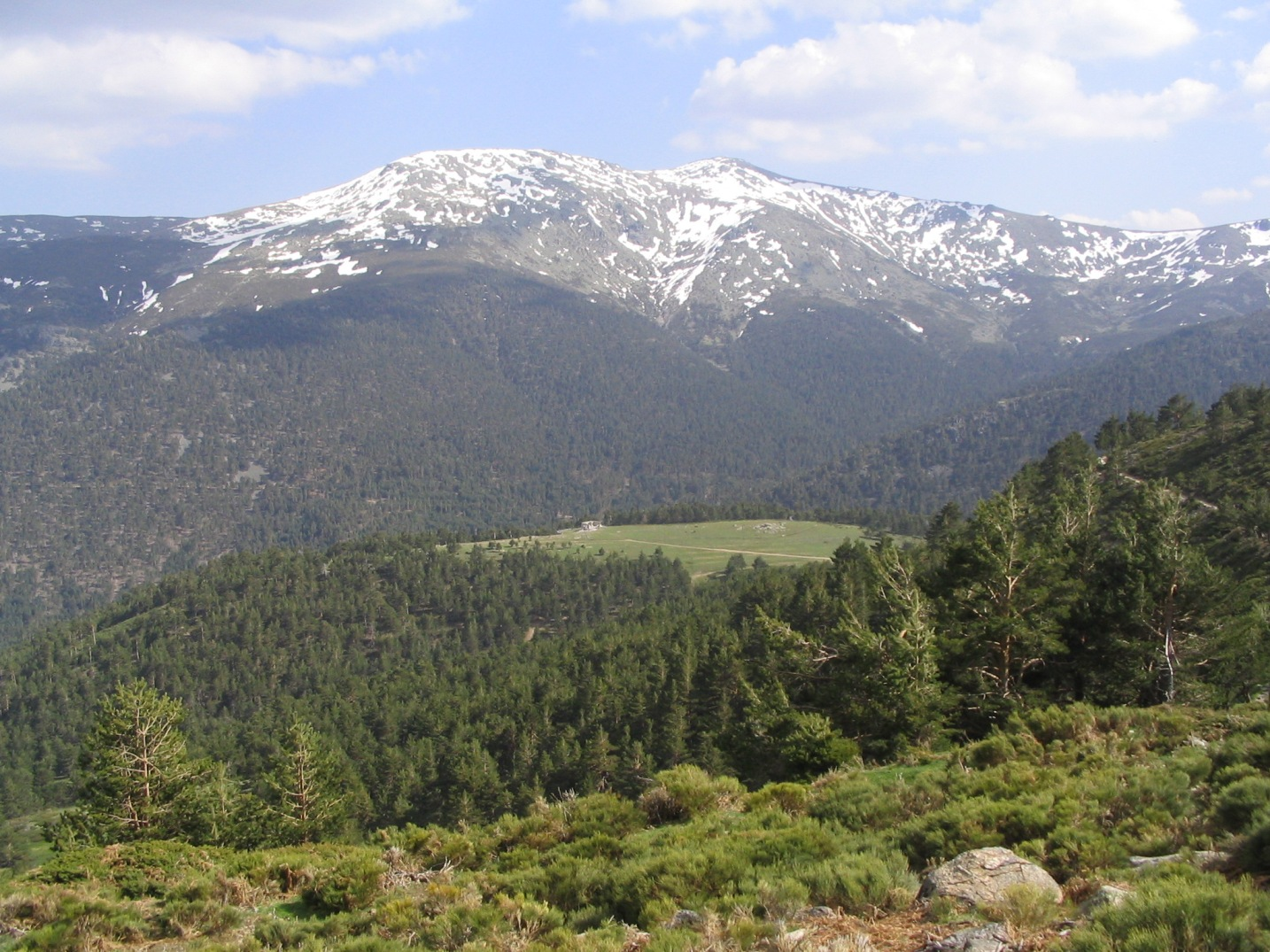
Cara norte de las Cabezas de Hierro, la segunda montaña más alta del parque nacional.

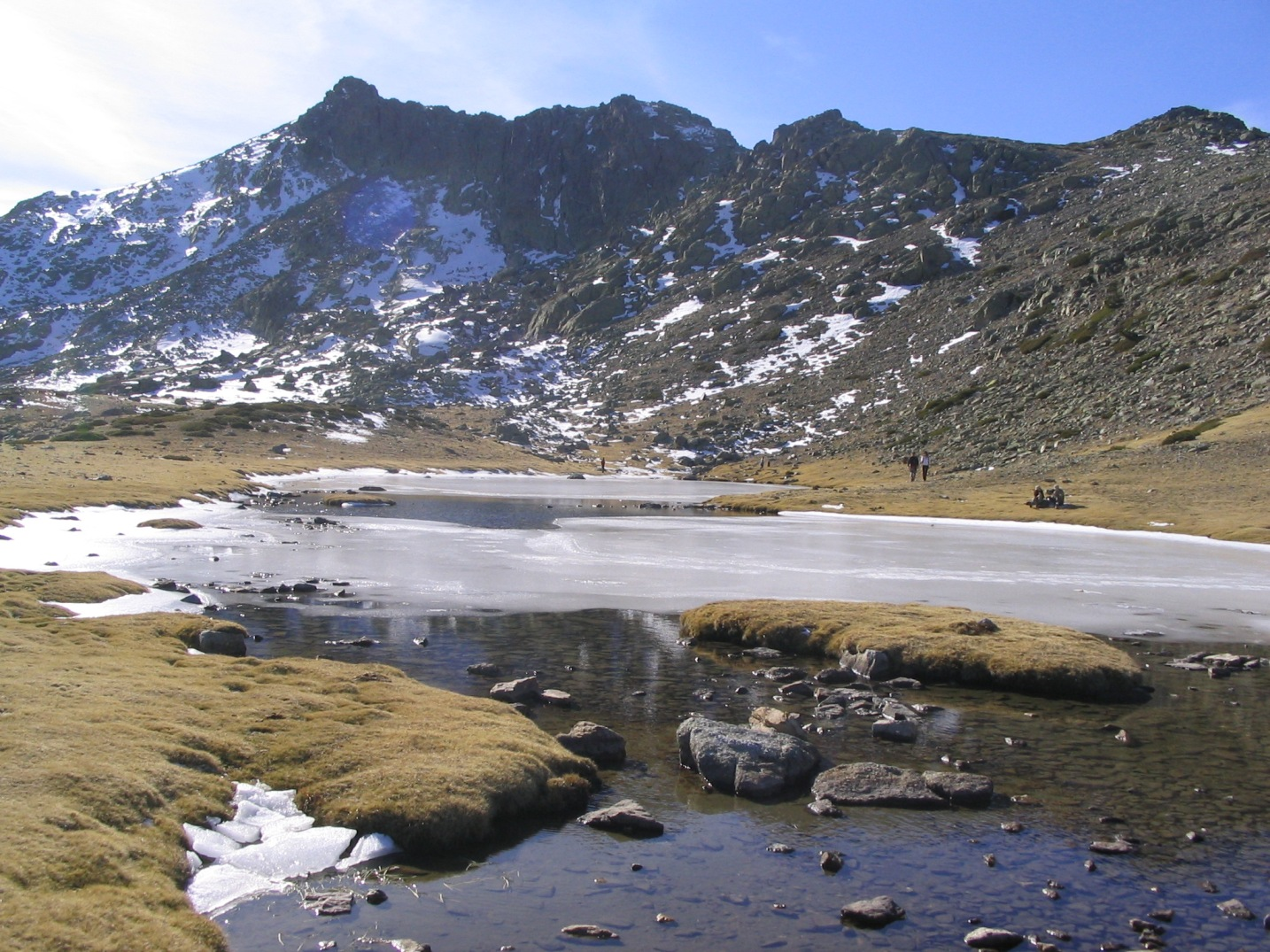
Laguna de los Pájaros con el Risco de los Claveles detrás.

En la zona central de esta sierra hay un cordal montañoso en dirección oeste-este, conocido como Cuerda Larga. Este ramal se adentra en la Comunidad de Madrid, comienza en el puerto de Navacerrada (extremo oeste) y tiene una longitud de 16 km. Constituye un cordal imponente cuya altitud en ningún momento baja de los 2000 m sobre el nivel del mar hasta llegar al puerto de la Morcuera (extremo este). Los picos más altos de la Cuerda Larga son las Cabezas de Hierro con 2383 m. A continuación de la Cuerda Larga está la sierra de la Morcuera, una alineación montañosa algo más baja que la anterior. Tiene una orientación suroeste-noreste, unos 18 km de longitud y su pico más alto es Perdiguera con 1862 m..
Los montes Carpetanos es el nombre que recibe la parte norte de la alineación principal de la sierra de Guadarrama, la cual está comprendida entre Peñalara y el puerto de Somosierra (el extremo noreste, donde se une con la sierra de Ayllón). La zona más cercana al puerto de Somosierra, es decir, el extremo norte de los montes Carpetanos, también se le conoce con el nombre de sierra de Somosierra. Entre Cuerda Larga y la sierra de la Morcuera, y la alineación principal de la sierra de Guadarrama (la zona de los montes Carpetanos) se extiende el valle del Lozoya, uno de los mejores ejemplos de valle serrano del Sistema Central y con gran atractivo turístico tanto en invierno —deporte de montaña, esquí— como en verano.
Existe otra ramificación, que no estará dentro del parque nacional, llamada La Mujer Muerta (o sierra del Quintanar), que comienza en el collado de Río Peces (cerca del puerto de Navacerrada), se orienta de este a oeste y pertenece enteramente a la provincia de Segovia. Tiene una longitud de 11 km y varios picos de este ramal superan los 2000 m sobre el nivel del mar, entre ellos está el Montón de Trigo. Entre La Mujer Muerta y la alineación principal está el valle del río Moros, ubicado en la provincia de Segovia.
Además de las alineaciones montañosas ya descritas, existen una serie de pequeñas sierras y cerros situados en la periferia de las montañas principales, llamados montes-isla. Están rodeados enteramente por tierras llanas, pero por estar tan cerca de la sierra de Guadarrama se les considera parte de ésta. Sin embargo, la mayoría de estas montañas periféricas no estarán dentro del parque nacional, sino que pertenecerán a la zona de transición o al parque regional que rodeará al nacional. En el lado madrileño están, ordenados de norte a sur, la sierra de la Cabrera, el cerro de San Pedro (1423 m), la sierra del Hoyo (1404 m), el cerro Cañal (1331 m), y Las Machotas (1466 m).
Lista de las alineaciones montañosas del parque nacional
- Alineación principal (límite entre las provincias de Madrid y Segovia)
  - Zona sur (desde el monte Abantos hasta el puerto de Navacerrada)
  - Zona norte (montes Carpetanos)
- Cuerda Larga (en la provincia de Madrid)
- Sierra de la Morcuera (en la provincia de Madrid)

### Montañas

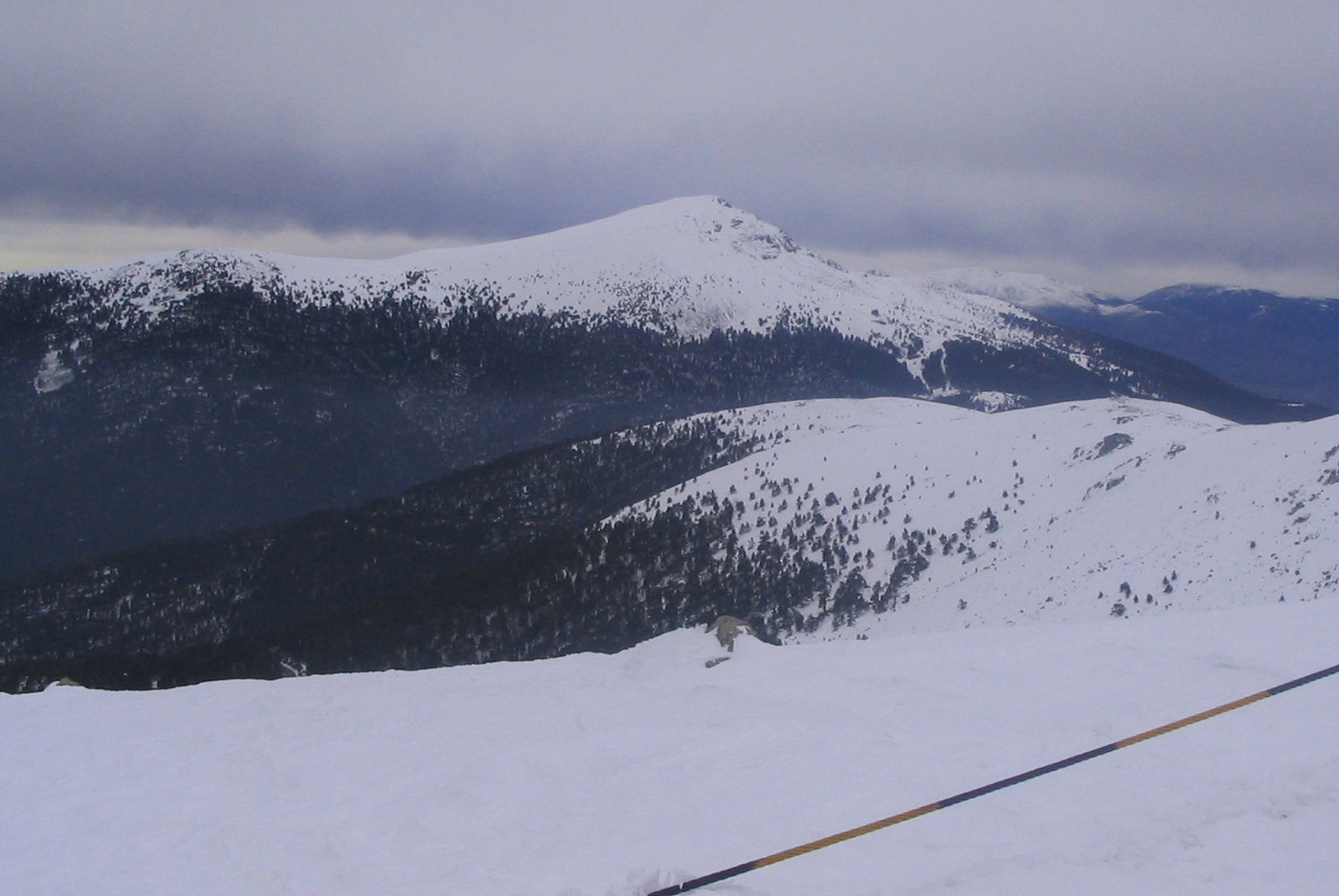
Vista invernal de Peñalara, el pico más alto del parque nacional.

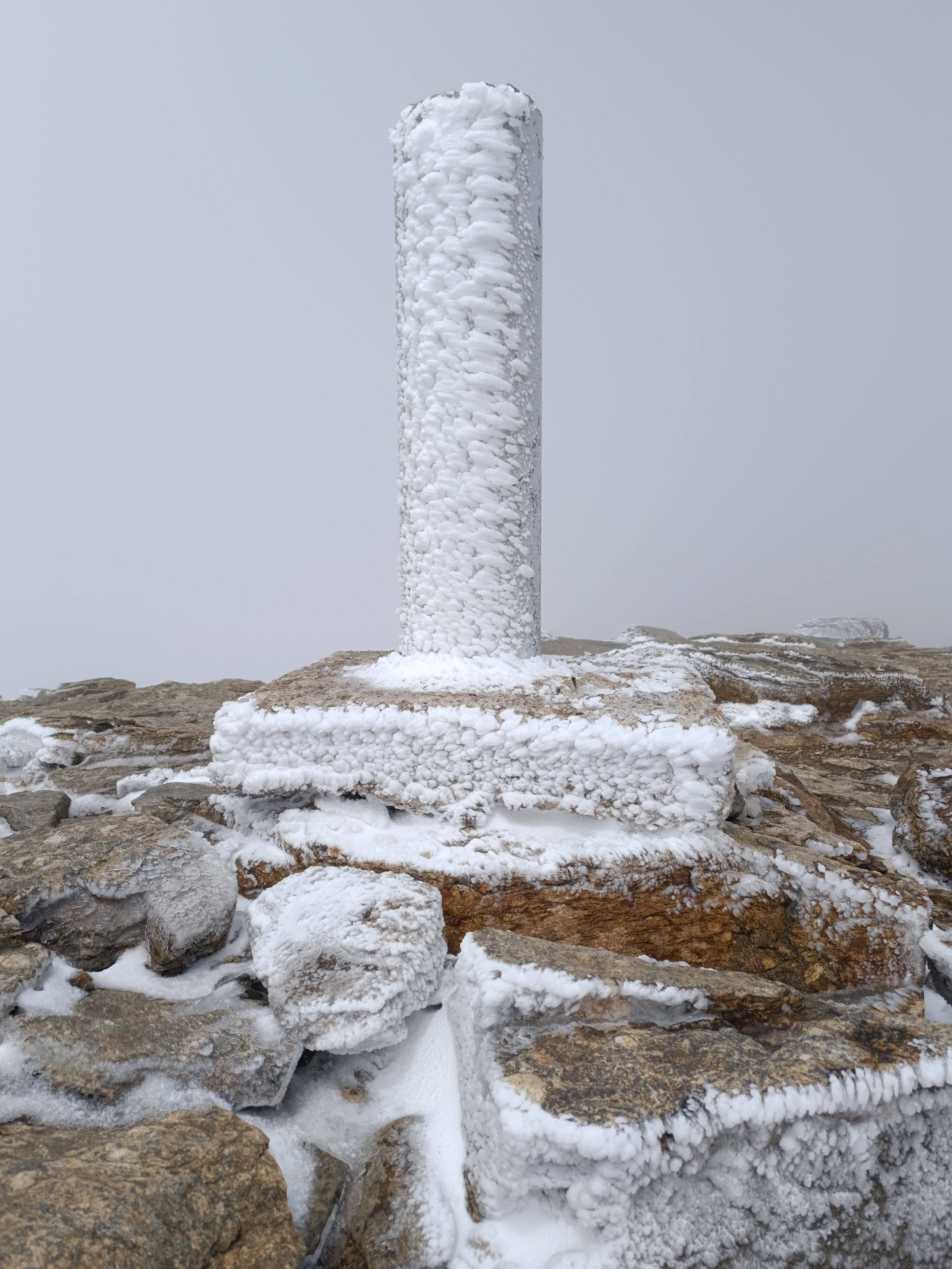
Vértice geodésico en la cima de Peñalara.

El parque nacional de Guadarrama está dentro de una alineación montañosa con una silueta suave, es decir, sin grandes picos sobresalientes, aunque siempre hay excepciones. A continuación se enumeran algunos de los picos más importantes que estarán dentro del parque nacional:
- Peñalara (2428 m s. n. m.), el más alto de todo el parque nacional de Guadarrama
- Risco de los Claveles (2387 m s. n. m.)
- Cabezas de Hierro (2383 m s. n. m.), el más alto de la Cuerda Larga
- Risco de los Pájaros (2334 m s. n. m.)
- Dos Hermanas (2285 m s. n. m.)
- Cerro de Valdemartín (2280 m s. n. m.)
- Bola del Mundo o Alto de las Guarramillas (2265 m s. n. m.)
- La Maliciosa (2227 m s. n. m.)
- El Nevero (2209 m s. n. m.), el más septentrional del parque nacional
- Siete Picos (2138 m s. n. m.)
- La Najarra (2108 m s. n. m.)
- La Peñota (1945 m s. n. m.)
- Perdiguera (1862 m s. n. m.), perteneciente a la Sierra de la Morcuera
- Monte Abantos (1753 m s. n. m.), el más meridional del Parque regional periférico
- El Yelmo (1717 m s. n. m.), el más importante de La Pedriza
- Cabeza Reina (1470 metros)

## Municipios incluidos
Lista de municipios que tienen parte de su territorio dentro de la zona definida como parque nacional, o en la zona periférica de protección:
| Provincia | Municipio                   | parque nacional | Zona Periférica de Protección (ZPP) |
| --------- | --------------------------- | --------------- | ----------------------------------- |
| Madrid    | Alameda del Valle           | Sí (653 ha)     | Sí                                  |
| Madrid    | Becerril de la Sierra       | Sí (407 ha)     | Sí                                  |
| Madrid    | Canencia                    |                 | Sí                                  |
| Madrid    | Cercedilla                  | Sí (1143 ha)    | Sí                                  |
| Madrid    | El Boalo                    | Sí (525 ha)     | Sí                                  |
| Madrid    | Guadarrama                  |                 | Sí                                  |
| Madrid    | Los Molinos                 |                 | Sí                                  |
| Madrid    | Lozoya                      | Sí (1266 ha)    | Sí                                  |
| Madrid    | Manzanares el Real          | Sí (6928 ha)    | Sí                                  |
| Madrid    | Miraflores de la Sierra     | Sí (417 ha)     | Sí                                  |
| Madrid    | Navacerrada                 | Sí (894 ha)     | Sí                                  |
| Madrid    | Navarredonda y San Mamés    | Sí (706 ha)     | Sí                                  |
| Madrid    | Pinilla del Valle           | Sí (700 ha)     | Sí                                  |
| Madrid    | Rascafría                   | Sí (7881 ha)    | Sí                                  |
| Madrid    | Soto del Real               | Sí (153 ha)     | Sí                                  |
| Segovia   | Aldealengua de Pedraza      | Sí              | Sí                                  |
| Segovia   | Basardilla                  | Sí              | Sí                                  |
| Segovia   | Collado Hermoso             | Sí              | Sí                                  |
| Segovia   | El Espinar                  | Sí              | Sí                                  |
| Segovia   | Gallegos                    |                 | Sí                                  |
| Segovia   | La Losa                     | Sí              | Sí                                  |
| Segovia   | Navafría                    | Sí              | Sí                                  |
| Segovia   | Navas de Riofrío            | Sí              | Sí                                  |
| Segovia   | Ortigosa del Monte          |                 | Sí                                  |
| Segovia   | Otero de Herreros           |                 | Sí                                  |
| Segovia   | Palazuelos de Eresma        | Sí              | Sí                                  |
| Segovia   | Real Sitio de San Ildefonso | Sí              | Sí                                  |
| Segovia   | Santiuste de Pedraza        | Sí              | Sí                                  |
| Segovia   | Santo Domingo de Pirón      | Sí              | Sí                                  |
| Segovia   | Segovia                     | Sí              | Sí                                  |
| Segovia   | Sotosalbos                  | Sí              | Sí                                  |
| Segovia   | Torre Val de San Pedro      | Sí              | Sí                                  |
| Segovia   | Torrecaballeros             | Sí              | Sí                                  |
| Segovia   | Trescasas                   | Sí              | Sí                                  |
| Total     | Total                       | 33 960 ha       | 62 687 ha                           |

Boletín (enlace roto disponible en Internet Archive; véase el historial, la primera versión y la última).
Parque en CyL

### Usos humanos

#### Sector primario

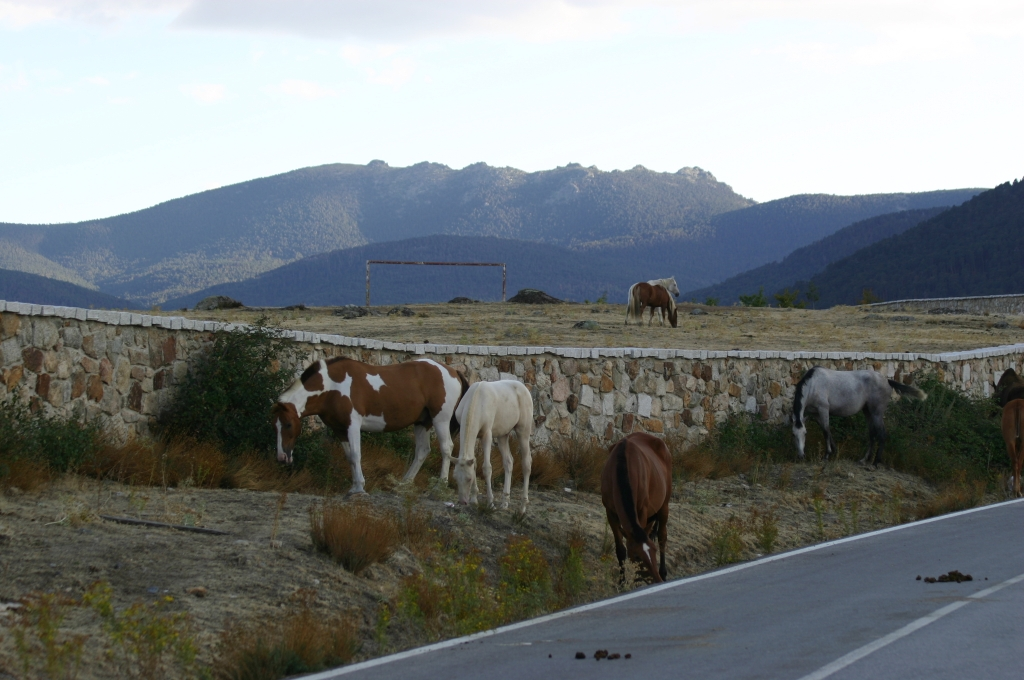
Caballos pastando en el valle de Valsaín (provincia de Segovia) y detrás la cara norte de Siete Picos.

Como zona de montaña, el aprovechamiento agrícola es muy reducido, siendo más importante el forestal (e incluso de investigación en ingeniería forestal en el monte Abantos), y sobre todo el ganadero, de carne y de lidia. Para promocionar el uso sostenible de la ganadería en un entorno sensible, se ha creado la IGP "Carne de la Sierra de Guadarrama" en una zona territorial delimitada, empleando ejemplares de razas selectas —Avileña, Charolesa y Limousine— en régimen extensivo y alimentados a base de pastos naturales, que dada la escasez en determinadas épocas del año son complementados con cereales. La restricción también afecta a los 120 establecimientos autorizados en 2004 para vender "Carne de la Sierra de Guadarrama".

#### Sector secundario
El sector secundario es el que menos desarrollado está en los municipios que rodean la reserva natural. Por tratarse de localidades con una población reducida y por estar lejos de la capital, la industria no se ha visto especialmente desarrollada. Solamente en los municipios más grandes como Guadarrama, El Escorial, Collado Villalba y Segovia hay una actividad industrial considerable para la economía de la zona.

#### Sector terciario

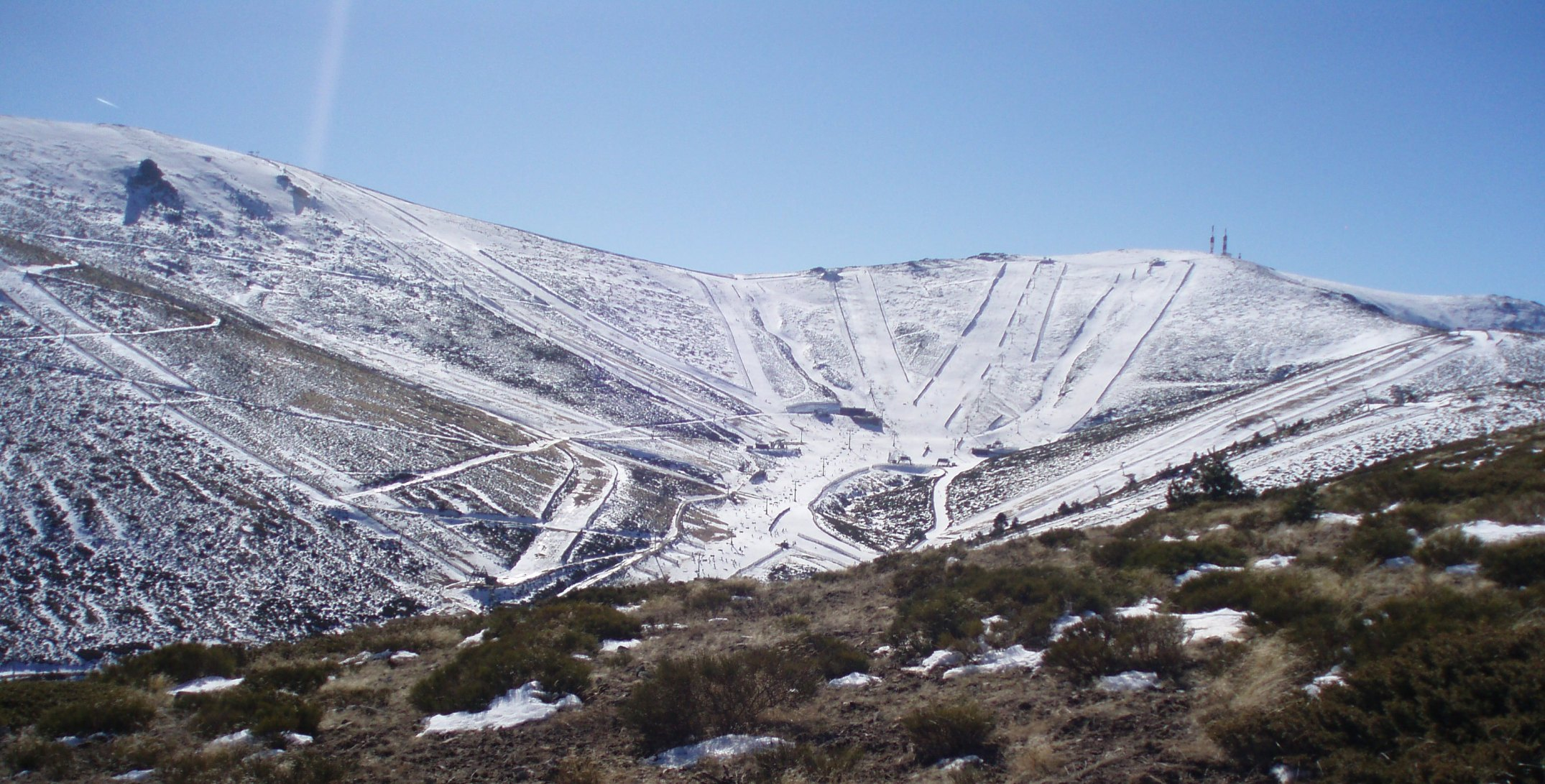
Vista de la estación de esquí Valdesquí, ubicada en la cara norte de la Bola del Mundo.

El sector terciario es el más pujante en la actualidad. Comenzó a tomar relevancia en la segunda mitad del siglo XX, cuando la sierra de Guadarrama se desarrolló como centro turístico de ámbito regional. Los hoteles, restaurantes y albergues son cada vez más numerosos en los municipios y centros turísticos del parque nacional. También son destacables los negocios relacionados con los deportes y actividades de montaña como son las estaciones de esquí, la hípica o los deportes náuticos.

## Geología

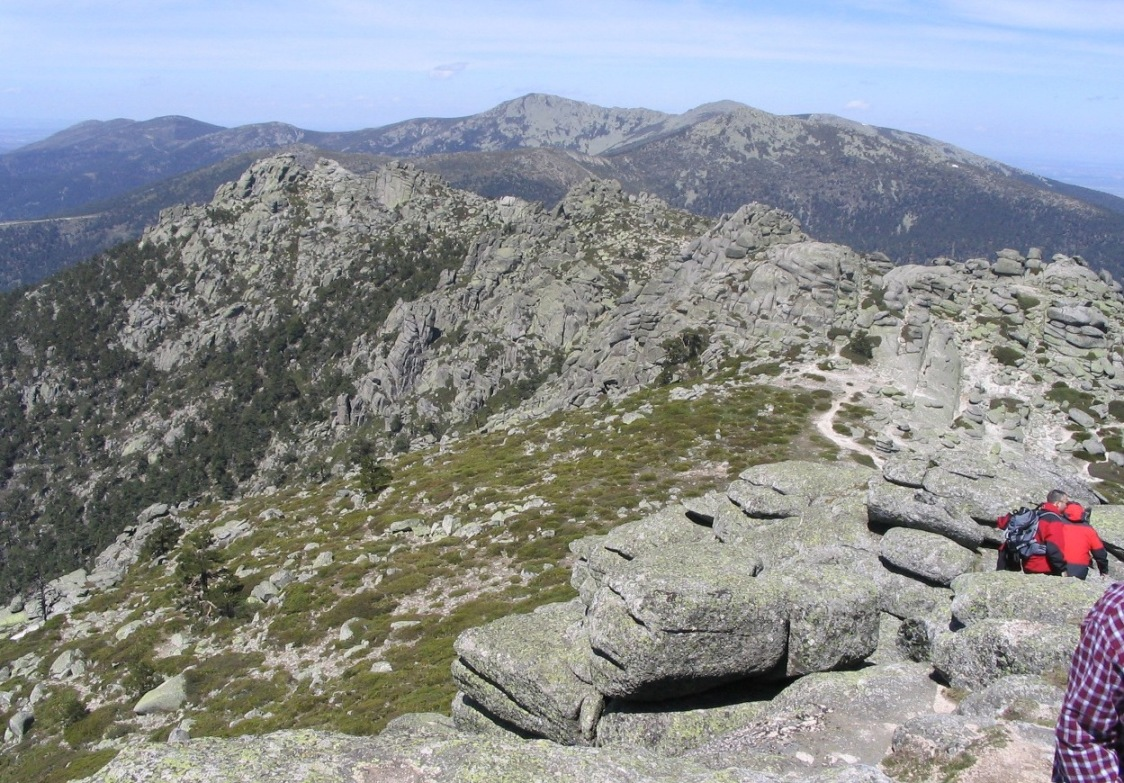
Rocas de granito en Siete Picos.

La sierra de Guadarrama es el resultado del choque de las placas correspondientes a la submeseta sur y a la submeseta norte, ambas pertenecientes a la Meseta Central de la península ibérica. Esta sierra se levantó durante la orogenia alpina (era Terciaria), aunque los materiales sobre los que se asienta (el zócalo granítico meseteño) sean anteriores (de la orogenia herciniana).
Las rocas han sufrido una fuerte erosión, por lo que se han aplanado mucho tanto en las cumbres (conocidas por los montañeros como "cuerdas") como en las estribaciones septentrionales y meridionales. Por tanto, esta sierra es un sistema montañoso más antiguo que otras montañas, como son los Pirineos, los Alpes, los Andes o el Himalaya.

### Formación

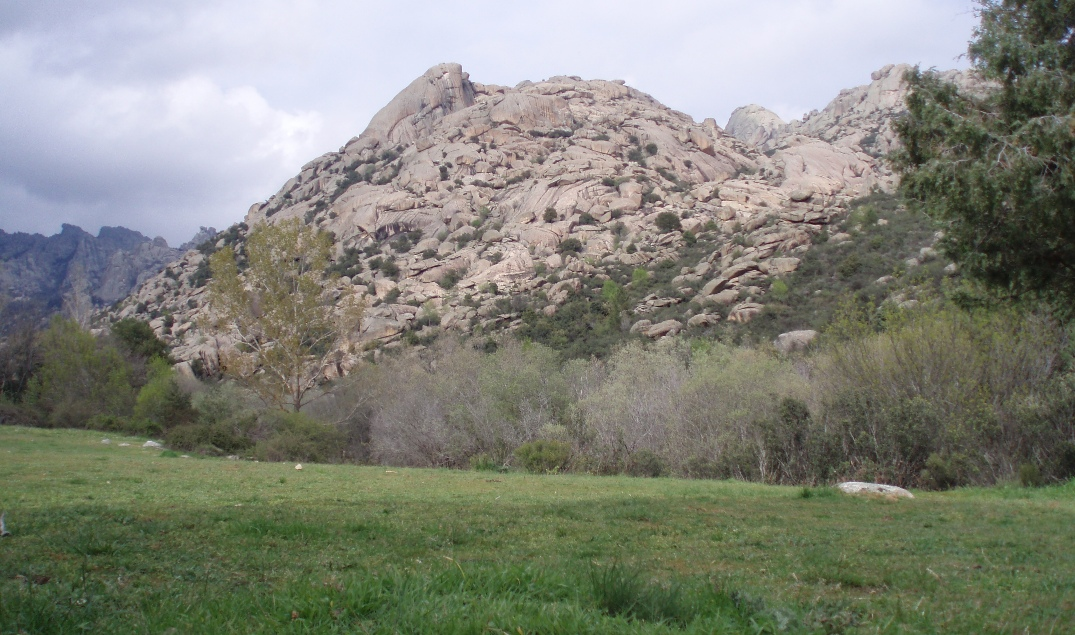
Formaciones de granito en La Pedriza.

En el paleozoico medio (hace entre 360 y 290 millones de años), un substrato inicial de antiguos granitos y sedimentos se empezó a plegar y metamorfizar, originándose los gneises. Durante el paleozoico superior (entre 290 y 250 m.a.) dichos materiales se fracturan. Se inicia el emplazamiento en superficie de masas magmáticas, dando lugar a los granitos. En la fase final de esta era se produce la elevación general de toda la cordillera. Desde finales del Paleozoico y durante el Mesozoico (entre 250 y 65 m.a.) se inician los procesos de erosión y desmantelamiento del relieve. También durante este último se produce una trasgresión marina, quedando en la superficie zonas subacuáticas (puede que en aquel momento la sierra no fuese más que un islote poco elevado sobre el mar) y formándose cuencas de sedimentación recubriendo las llanuras con sedimentos que darán lugar a las calizas. Estas se localizan hoy en los bordes de las sierras y algunas de sus fosas interiores, algunos ejemplos se pueden encontrar en El Vellón, La Pinilla y Patones.
En el Cenozoico o Terciario (entre 65 y 1,8 m.a.), se reactivan los procesos que provocan la elevación de la Sierra y la compartimentación en bloques tal y como los encontramos. La erosión del macizo rocoso provoca el relleno sedimentario de las cuencas con Arcosas. La acción glaciar del Cuaternario (hace 1,8 m.a. hasta hoy) acabaría de modelar varios de los relieves actuales de la sierra con pequeños circos de tipo pirenaico, algunos ejemplos se encuentran en las morrenas y pequeños circos y lagunas de Peñalara, también algunas huellas glaciares han quedado en El Nevero y La Maliciosa con forma de rocas aborregadas-estriadas y pequeños circos. En definitiva en los últimos millones de años; la acción glaciar, la consolidación de la red de ríos y la excavación de valles y terrazas dan lugar a la morfología actual del terreno.

## Hidrografía
La gran cantidad de precipitaciones que hay en el clima de este parque nacional hace que los valles estén llenos de arroyos y ríos. En el parque hay varios ríos de especial relevancia. En la vertiente segoviana nace el río Moros y el río Eresma, que más tarde pasa por Segovia. En la vertiente madrileña nace el río Guadarrama, que da nombre a la sierra y pasa por el municipio de Guadarrama, el río Manzanares, que pasa por Madrid, y el río Lozoya, que transcurre por el valle homónimo.

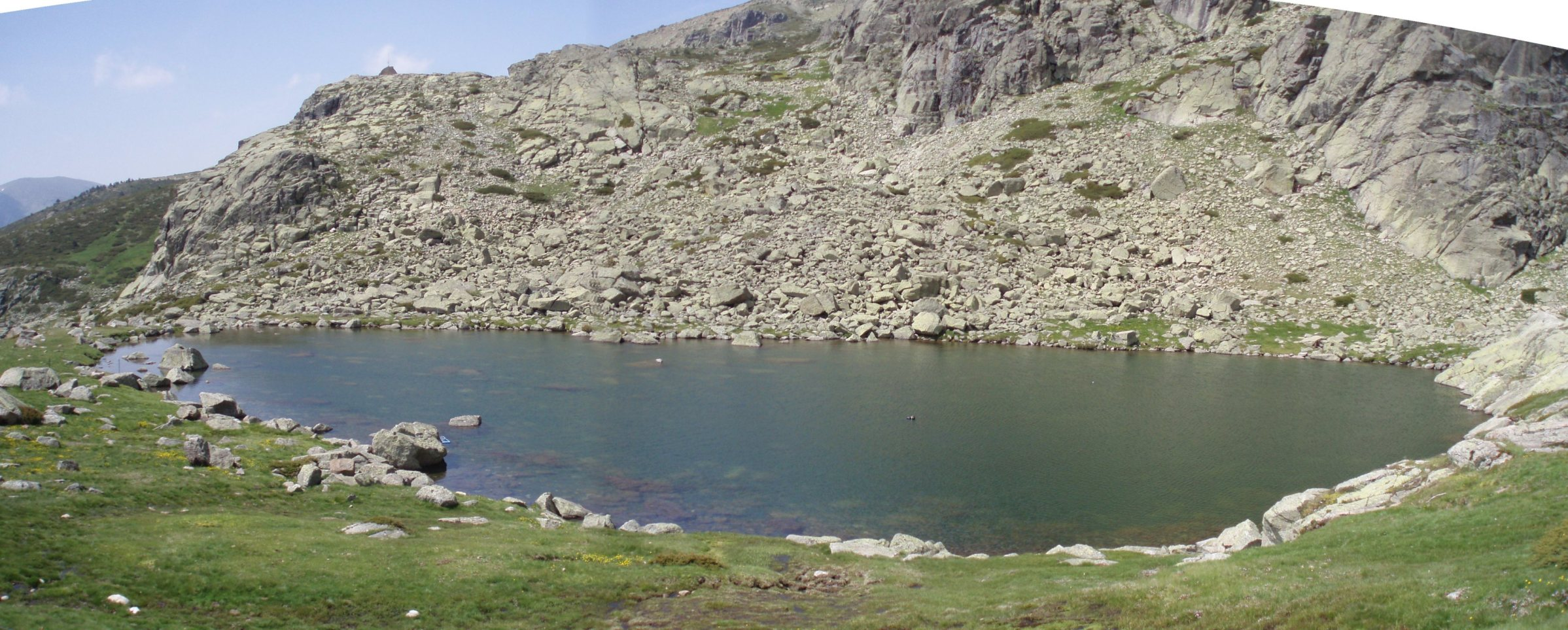
Laguna Grande de Peñalara, de origen glaciar.

En la zona de los 2000 m de la vertiente sur del pico de Peñalara hay una serie de pequeñas lagunas de origen glaciar que están protegidas. La más grande de ellas es la Laguna Grande de Peñalara, situada en el circo glaciar de Peñalara. Otras tres lagunas importantes de esa zona son la laguna chica de Peñalara, la laguna de los Claveles y la laguna de los Pájaros. En el parque nacional hay solo embalses de pequeño tamaño repartidos en algunos valles. Estos abastecen exclusivamente a viviendas y edificios públicos situados dentro del parque nacional. Los embalses de mayor tamaño se encuentran en la zona de Parque regional, como es el caso del embalse de Pinilla, y en las inmediaciones de la reserva natural.

## Vida salvaje y ecología

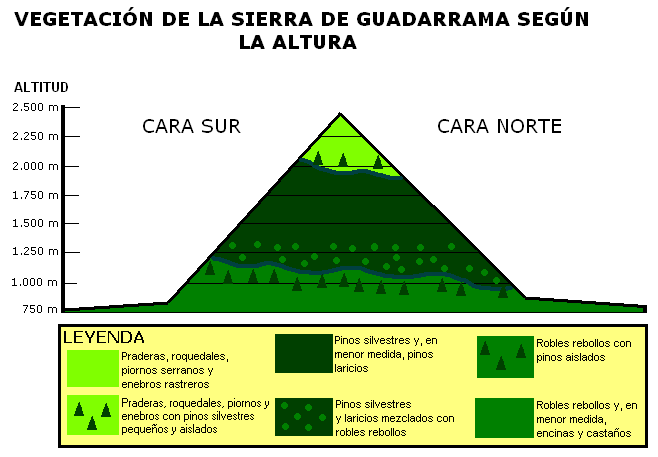
Vegetación de la sierra de Guadarrama

La flora y fauna del parque nacional de Guadarrama tiene una gran diversidad de especies. Las especies animales y vegetales que habitan en la reserva natural constituyen una síntesis entre las especies propias de climas y paisajes mediterráneos, como son las llanuras de la Meseta Central, y de especies propias de la montaña alpina y pirenaica. En total, en la zona que fue declarada parque nacional hay más de 1280 especies animales diferentes, de las que trece están en peligro de extinción, más de 1500 plantas autóctonas y treinta tipos de vegetación distintos. Las especies animales presentes en el parque representan el 45 % de la fauna total de España y el 18 % de la europea.

### Flora

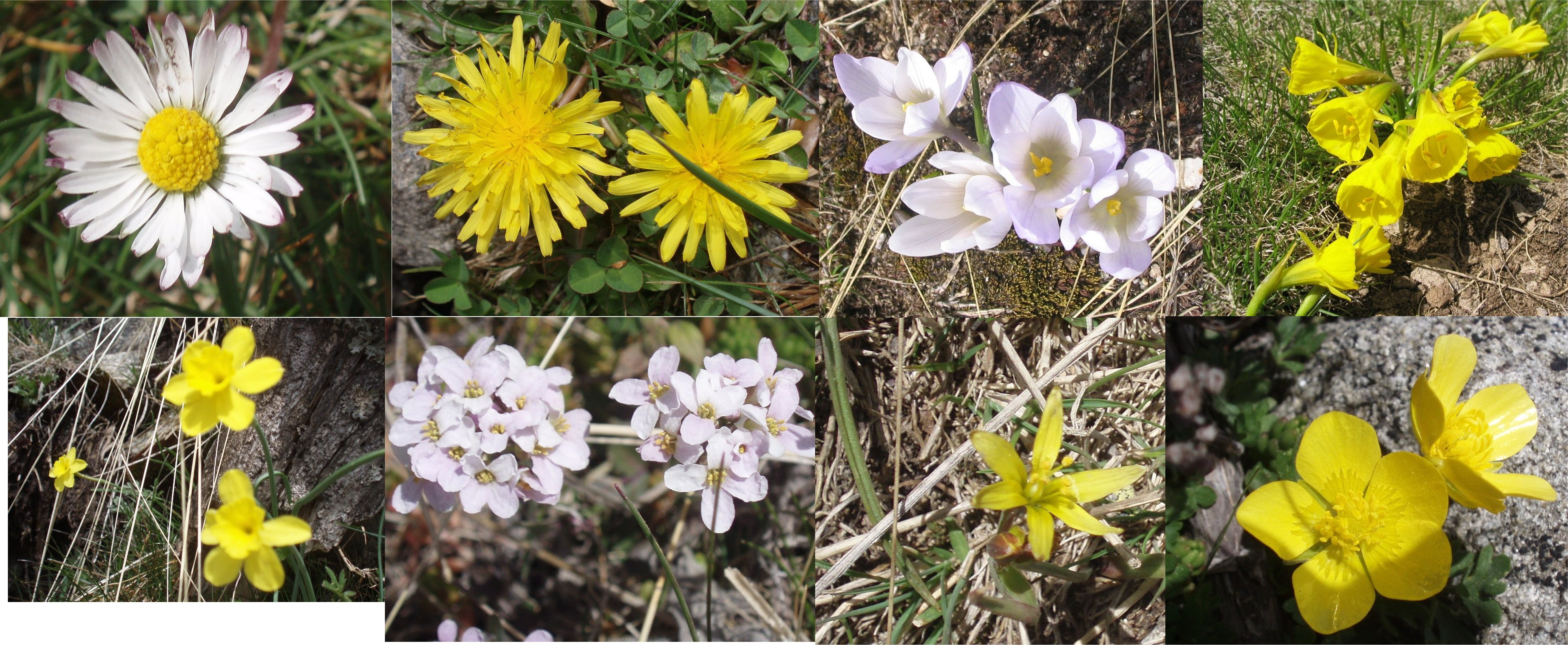
Flores de alta montaña del parque natural de Peñalara y del valle de la Fuenfría. De las dos flores de la esquina superior derecha, la flor blanca es un Crocus y la amarilla es un Narcissus.

Se encuentran cubiertas las laderas de las montañas del parque nacional de Guadarrama, en el piso oromediterráneo, por pastizales de alta montaña aprovechados por la ganadería extensiva que produce carne de excelente calidad y certificada como "Ternera de Guadarrama".

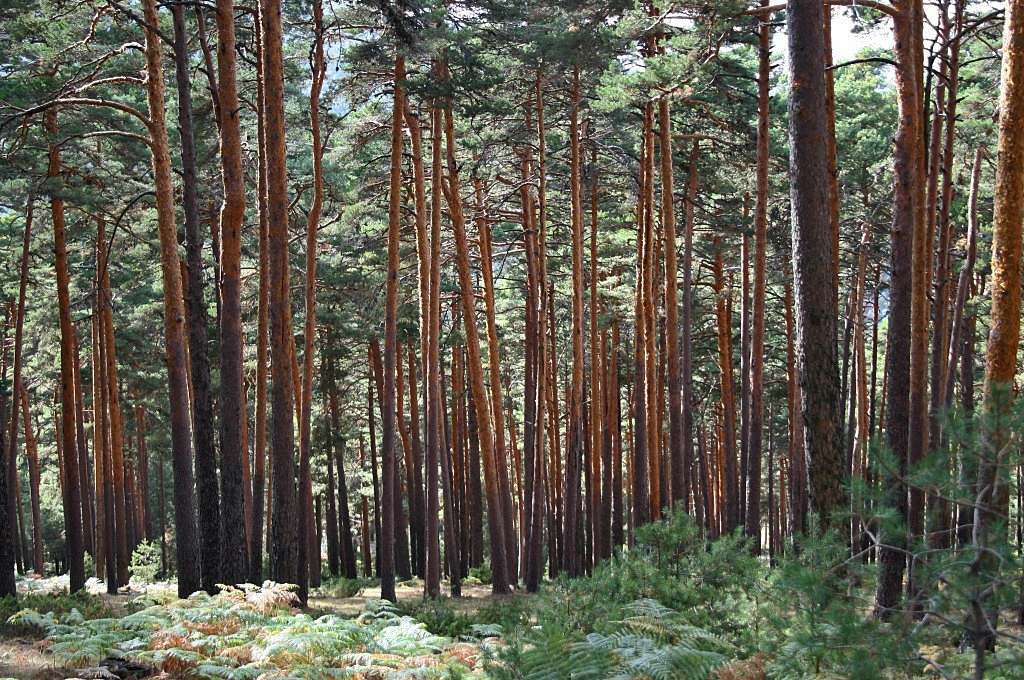
Bosque de pino silvestre con un sotobosque de helechos.

Debajo de los pastizales, en los pisos supramediterráneo y mesomediterráneo se hallan algunos de los mejores pinares naturales de pino albar (Pinus sylvestris) que existen en España, como son los de la Sociedad Belga de los Pinares del Paular en Rascafría, en la vertiente madrileña, y el pinar de Valsaín en Segovia, que es de los pocos montes de titularidad estatal en España (pertenece a Parques Nacionales), y que está ordenado desde el siglo XVIII, explotándose desde entonces sin interrupción hasta hoy y se mantiene en excelente estado de conservación, nutriendo de madera a los aserraderos de la zona e incluso exportándola a países tan alejados como Alemania, ya que se trata de madera certificada. Por debajo de los pinares, el piso montano está cubierto por robledales de rebollo (Quercus pyrenaica), que en ocasiones invaden la zona de pinar ocasionando problemas, ya que no se pueden talar los rebollos por estar protegidos.[cita requerida] Estos rebollares se emplean para surtir de leña a todos los pueblos serranos repartiendo las "suertes" de leña entre los vecinos cada temporada.
En la zona más occidental del parque nacional, las formaciones forestales cambian de especies; así los pinos silvestres se cambian por pinos piñoneros (Pinus pinea), mientras que los robles se ven sustituidos por quejigos y encinas, al ser esta una zona más baja y con menos precipitaciones. El monte Abantos, recientemente incendiado, fue repoblado a lo largo de los años como experimentos de los ingenieros forestales con muy distintas especies, dando un mosaico de vegetación muy poco usual.

#### Lista de especies vegetales
ÁrbolesPinos laricio, rodeno, silvestre y negro (repoblación); acebo, aliso, arce, avellano, boj, castaño, encina, quejigo, rebollo, sabina albar, serbal y tejo.
MatorralesBrezo, cantueso, enebro rastrero o jabino, gayuba, helecho, jara, majuelo, piorno, retama, romero y tomillo.
Hongos abundantes en los pinaresColmenilla, níscalo, Lepiota, rebozuelo y seta de cardo.

### Fauna

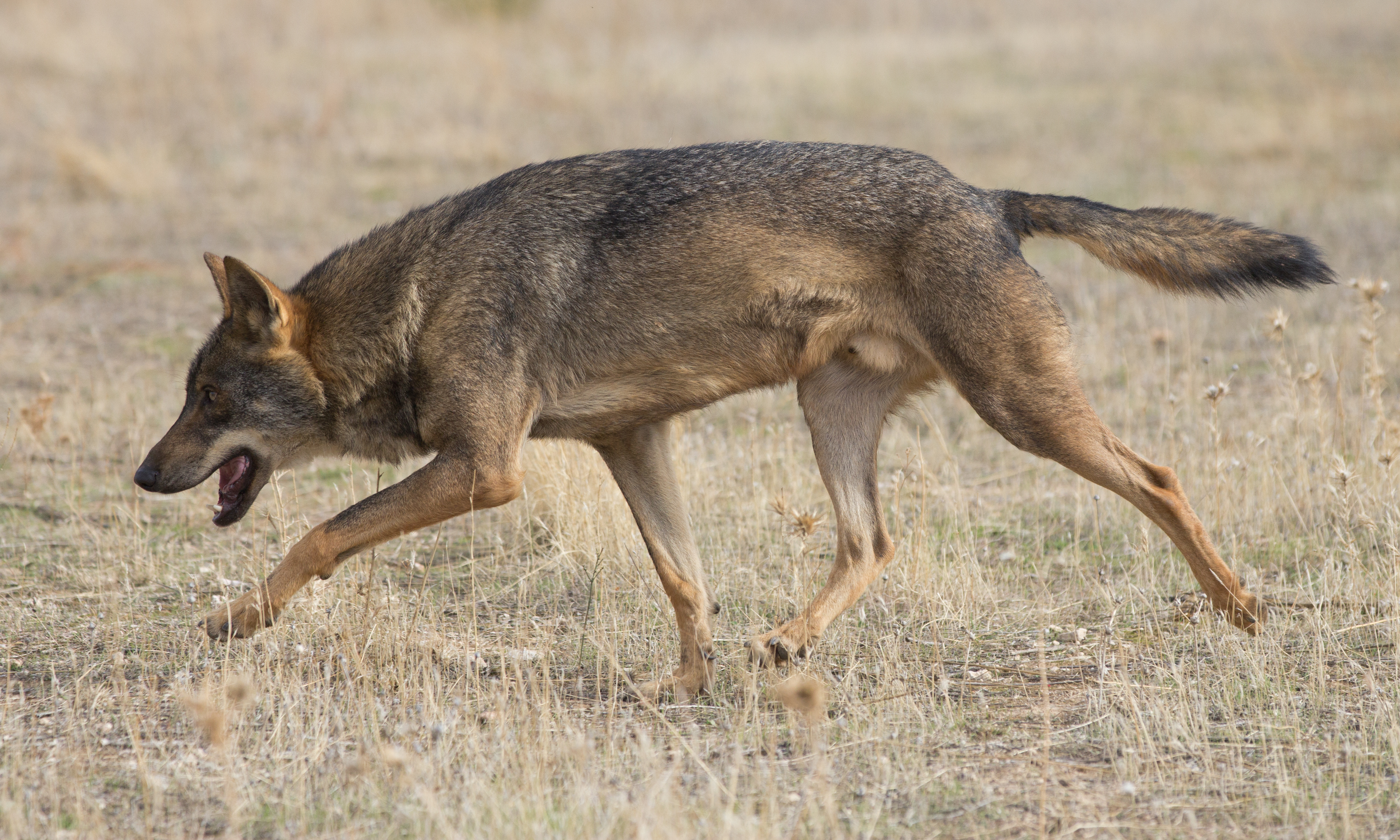
Lobo ibérico (Canis lupus signatus).

En este tipo de ecosistemas se desarrolla  gran variedad de fauna salvaje, encontrándose mamíferos como ciervos, jabalíes, corzos, gamos, tejones, varios mustélidos, gatos monteses, zorros, liebres, etc.; una gran cantidad de especies de aves acuáticas en el embalse de Santillana y otros, y grandes rapaces como el águila imperial o el buitre negro, entre otras. Las especies animales presentes en la sierra representan el 45 % de la fauna total de España y el 18 % de la europea.

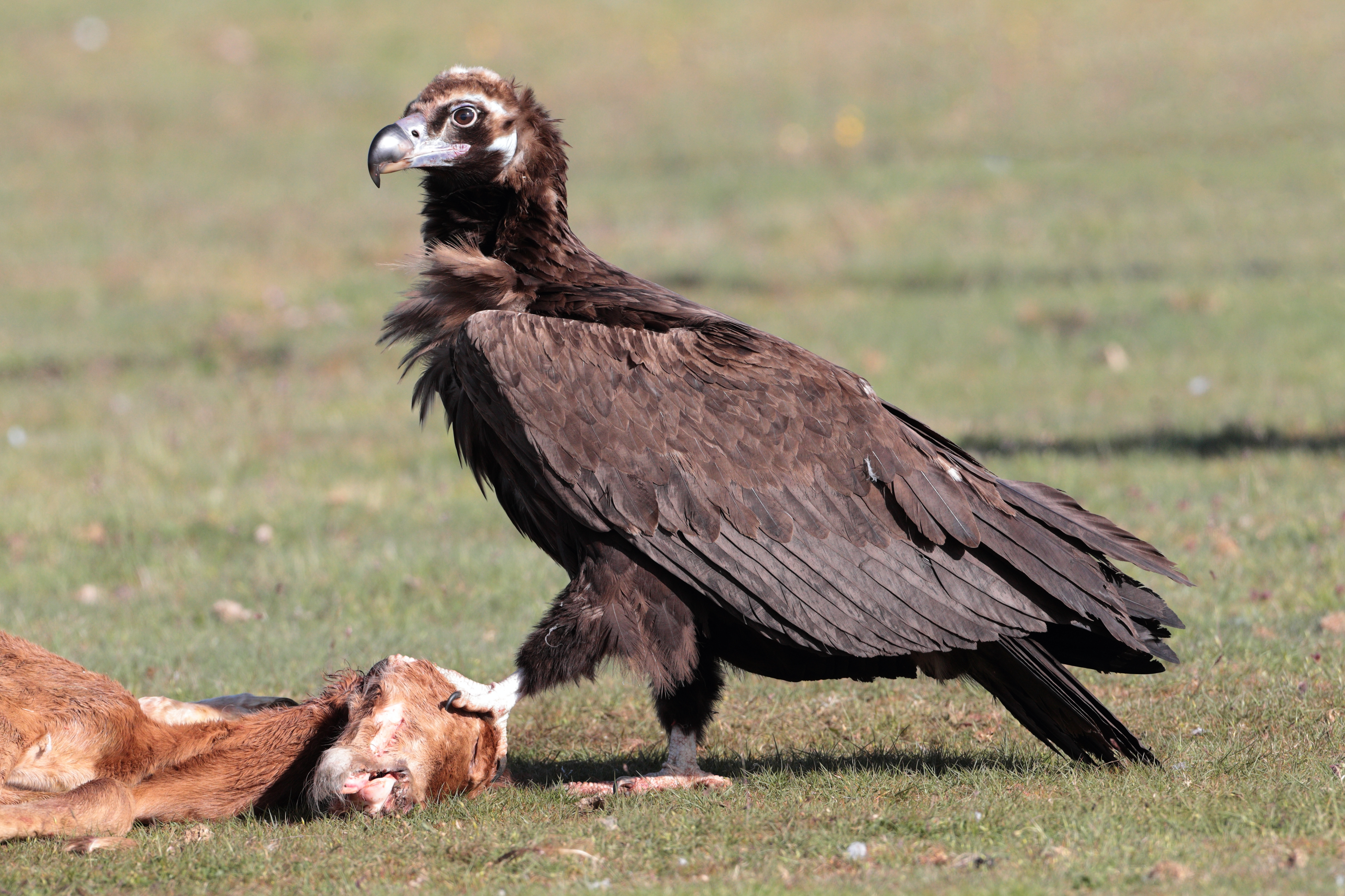
Buitre negro.

Hay que destacar la existencia de aves migratorias que habitan temporalmente el parque nacional de Guadarrama. Una especie que pasa el verano en la sierra es la grulla, la cual en invierno migra al norte de África. En invierno llegan de Europa las cigüeñas y aves rapaces. Las especies animales en peligro de extinción que habitan esta sierra son el águila imperial, la cigüeña negra y el lobo (este último llegó a exterminarse, pero ha vuelto a detectarse. Existe una mariposa endémica llamada Graellsia isabelae, bautizada por el entomólogo Graells en honor de la reina Isabel II.

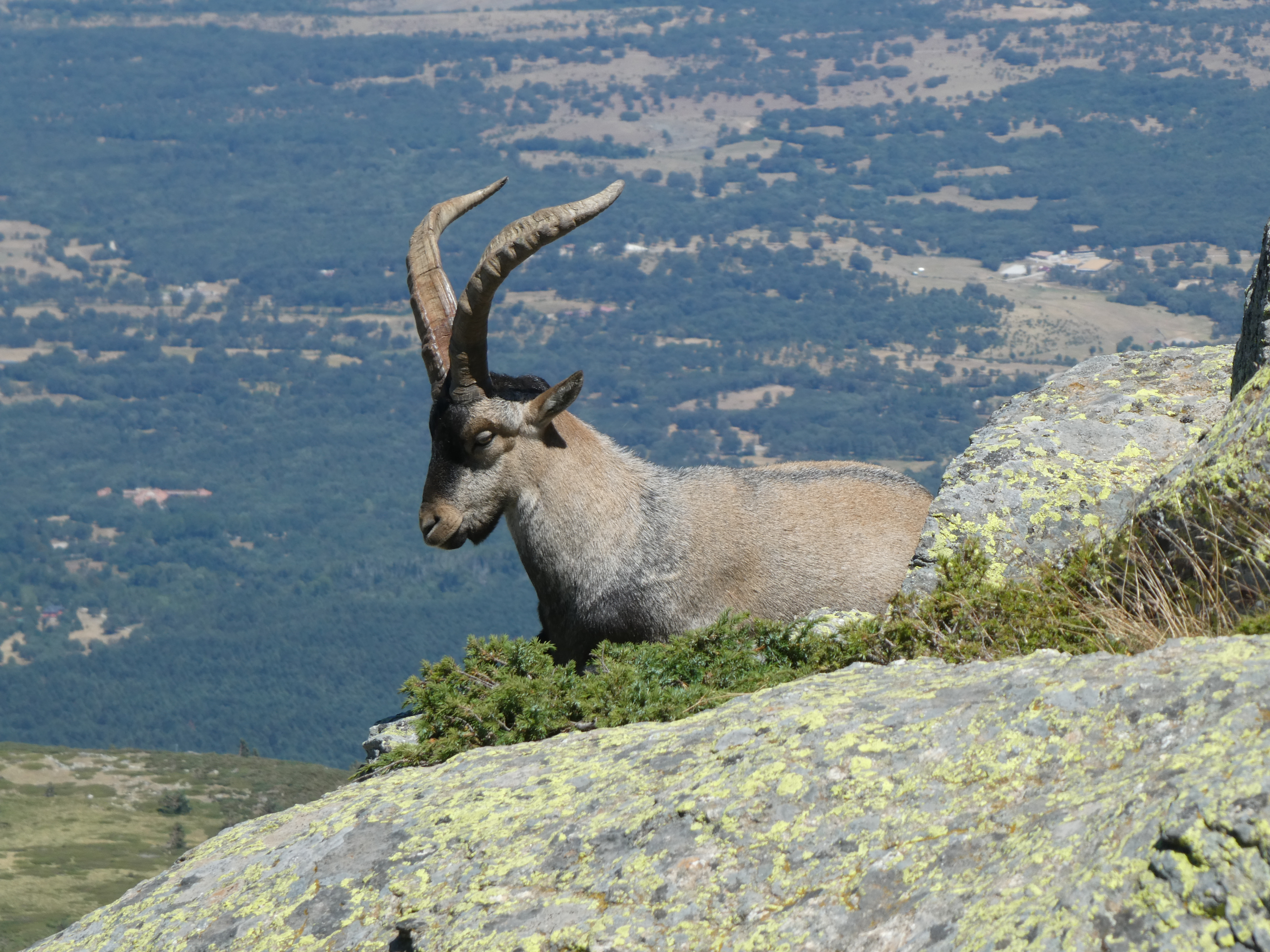
Macho de cabra montés, cerca del Risco de los Pájaros.

#### Lista de especies animales
Reptiles y anfibiosCulebra lisa europea, culebra lisa meridional, culebra de collar y culebra viperina, víbora hocicuda, lagartija lusitana, lagarto verdinegro y ocelado, rana patilarga, salamandra y sapo partero.
MamíferosArdilla, comadreja, cabra montés, conejo, corzo, jineta, jabalí, liebre, lirón careto, lobo, tejón, gato montés y zorro.
AvesAbejaruco, abubilla, agateador común, alcaudón real, arrendajo, carbonero, cigüeña blanca, cigüeña negra, codorniz, cuco, chocha perdiz, chochín, chova piquirroja, herrerillo capuchino y común, martín pescador, mirlo acuático y común, reyezuelo, oropéndola, perdiz, petirrojo y varios picapinos.
RapacesÁguila imperial ibérica, águila real, calzada y culebrera, búho real y chico, buitre negro y leonado, cárabo común, cernícalo, lechuza, milano real y negro, mochuelo y ratonero común.
AcuáticasÁnade real, focha común, garza real, porrón, somormujo lavanco y zampullín cuellirrojo y cuellinegro.
Invertebrados destacados (muchos de ellos endémicos de la sierra o de la península ibérica)
LepidópterosMariposa isabelina, apolo, mariposa arlequín, hormiguera oscura, gran pavón, Nymphalis antiopa, Ocnogyna latreillei, Euphydryas aurinia, Plebicula nivescens
ColeópterosCalathus vuillefroyi, Nebria vuillefroyi, Leistus constrictus, Ocydromus carpetanum, Platyderus varians, ciervo volante, gran capricornio, Iberodorcadium hispanicum
TricópterosLarcasia partita, Athripsodes braueri, Thremma tellae, Limnphilus guadarramicus, Catagapetus maclachlani, Agapetus segovicus, Allogamus lauretaus
EfemerópterosSerratella hispanica, Drunella paradinasi
PlecópterosDinocras cephalotes, Perla marginata, Amphinemura guadarramensis, Protonemura navacerrada, Protonemura hispanica, Protonemura pyrenaica subsp. asturica, Brachyptera arcuata, Leuctra madritensis
OrtópterosPodisma carpetana, Steropleurus stalii
HimenópterosHormiga roja
OdonatosCordulegaster boltonii, Calopteryx virgo, Boyeria irene, Onychogomphus uncatus, Aeschnea juncea, Aeschnea isosceles, Aeschnea affinis, Pyrrhosoma nymphula, Libellula depressa, Libellula quadrimaculata
MoluscosPisidium casertanum, Chirocephalus diaphanus

## Problemas ambientales

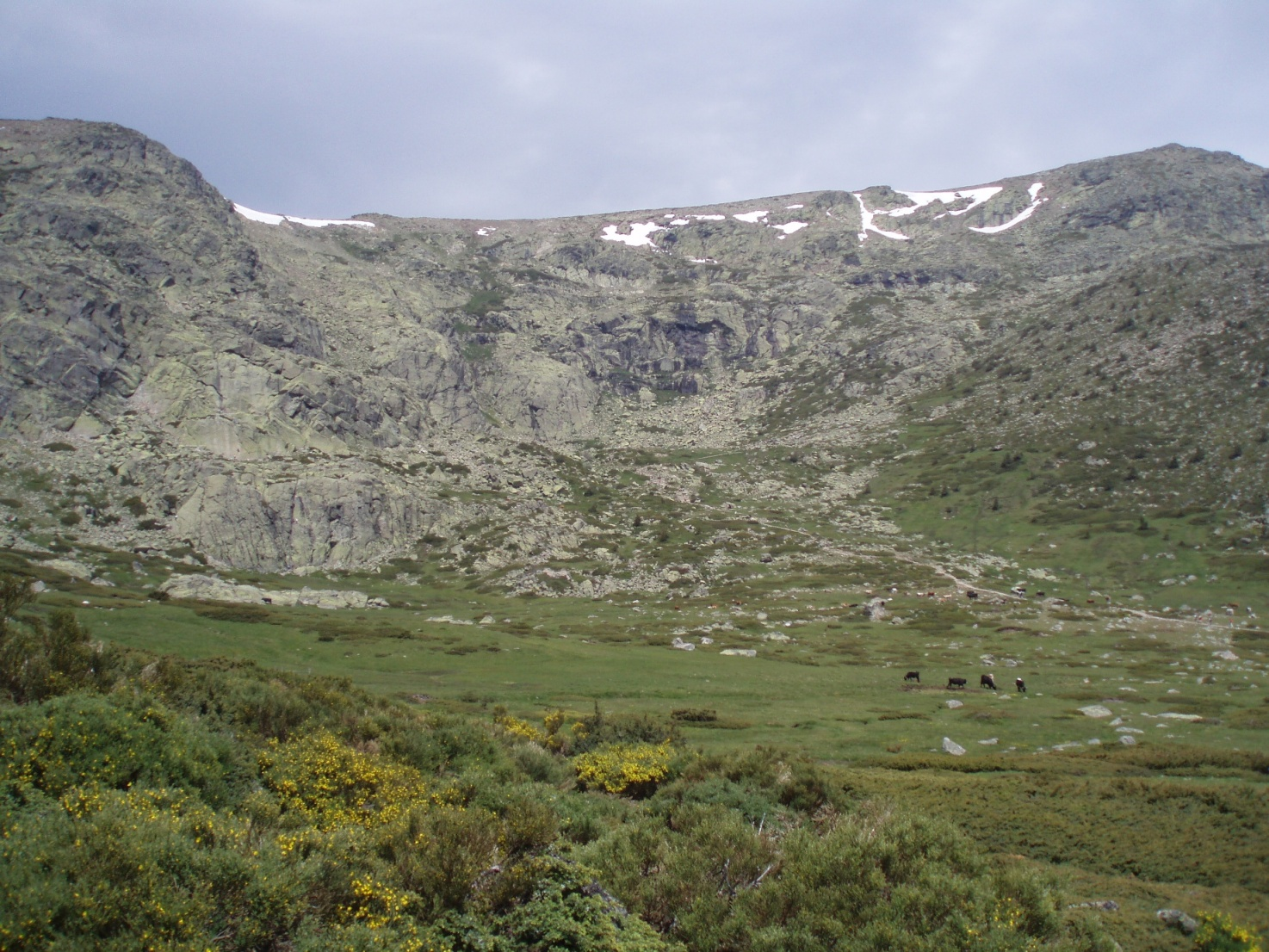
Circo glaciar de Peñalara.

El clima del centro de la península ibérica es el mediterráneo continentalizado, caracterizado en parte por la escasez de precipitaciones durante el verano. Debido a ello, los bosques del parque nacional de Guadarrama corren un alto riesgo de sufrir los incendios forestales que todos los años azotan España. En agosto de 1999, en la ladera este del monte Abantos dio lugar un pavoroso incendio que arrasó una importante superficie forestal en la que hoy ya crecen nuevos ejemplares de reforestación. Ese fue el último gran incendio que sufrió la sierra de Guadarrama hasta el momento.
Otro gran problema ambiental al que se enfrenta esta reserva natural es el descontrolado crecimiento urbanístico que se da en casi todos los municipios de la vertiente de la Comunidad de Madrid. Muchas polémicas se han creado a lo largo de los últimos años por casos de especulación urbanística en que se construyen urbanizaciones de viviendas en espacios recalificados, es decir, en espacios que anteriormente estaban protegidos. La creación del parque nacional de Guadarrama ayudaría a frenar el avance de las ciudades en la sierra de Guadarrama, aunque varios grupos de ecologistas no confían en la eficacia de esta nueva protección. Por ello criticaron duramente el PORN aprobado por la Comunidad de Madrid en noviembre de 2009. Por ejemplo Ecologistas en Acción considera que «este documento, que debería incrementar la protección de la Sierra, es un cheque en blanco a las reclasificaciones, a la construcción indiscriminada en suelo protegido y a la destrucción del puerto de Navacerrada. [...] resaltando [...] la reducción de los niveles actuales de protección, la flexibilidad en materia urbanística y las directrices de aplicación en el puerto de Navacerrada que queda excluido de cualquier figura de protección».
En agosto de 2019, dos incendios simultáneos afectaron al puerto de la Morcuera y a las cercanías de La Granja de San Ildefonso. El incendio de La Morcuera calcinó 235 ha, sobre todo de matorral y pastizal, y el incendio de La Granja quemó más de 400 ha, de las cuales 150 eran arboladas, principalmente de pinar, aunque no llegó a afectar a los montes de Valsaín. La hora de diferencia entre el inicio de cada incendio y el testimonio de varios ciclistas apuntaban a que fue intencionado, como afirmó el consejero de Fomento y Medio Ambiente de la Junta de Castilla y León, Juan Carlos Suárez Quiñones.

## Clima

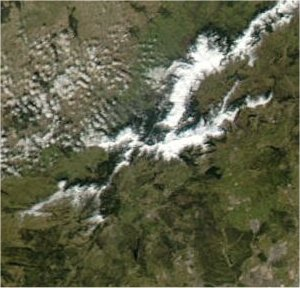
Nieve en el parque nacional de Guadarrama vista desde satélite.

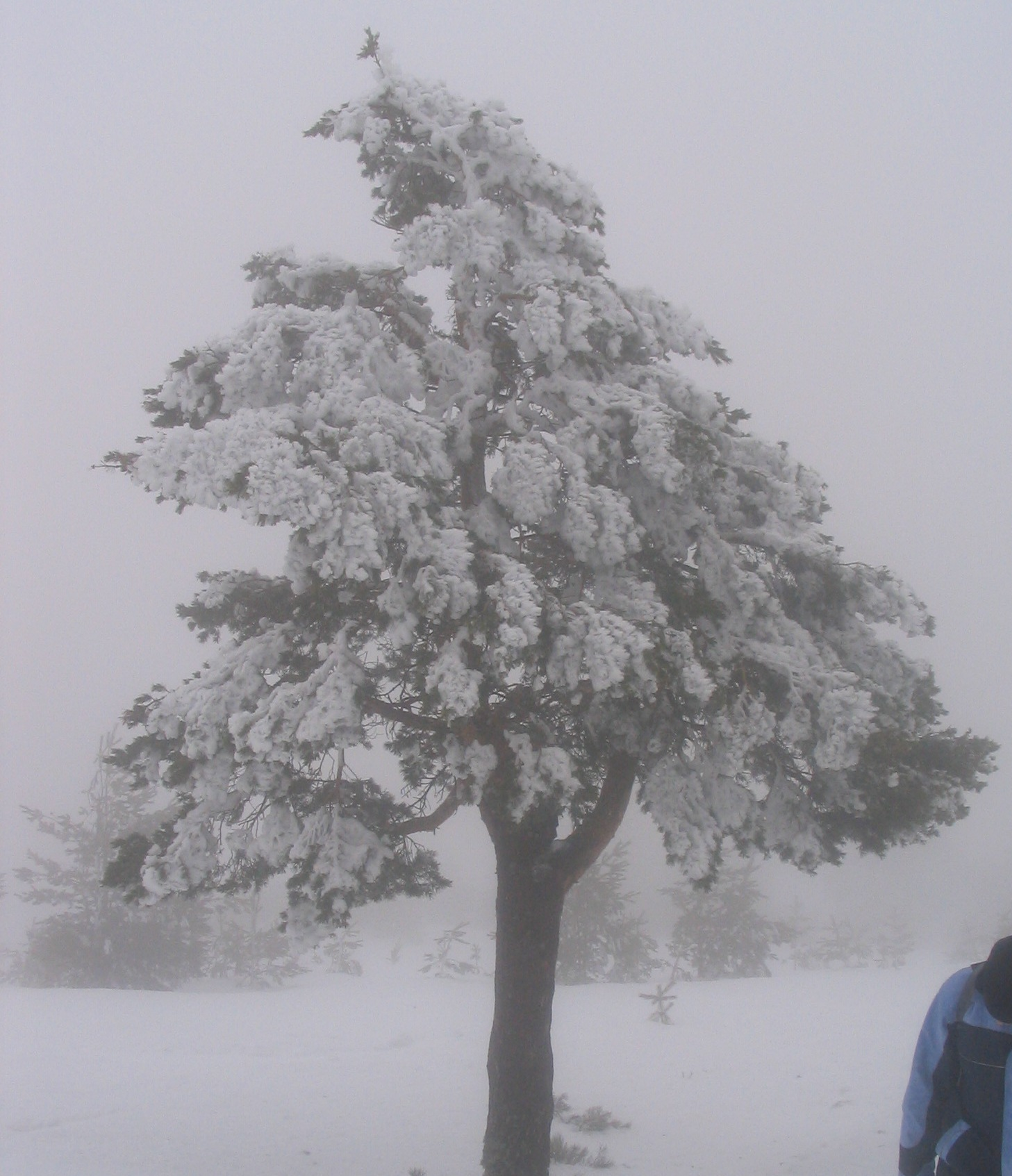
Pino cubierto de hielo: es el efecto de la niebla engelante, muy común en invierno.

El parque nacional de Guadarrama se encuentra en una zona en la que el clima es mediterráneo continentalizado, caracterizado por temperaturas que varían mucho del verano al invierno y por tener un verano muy seco. Pero, como en cualquier zona montañosa, el clima en esta sierra varía notablemente con la altitud, por lo que hay que diferenciar las distintas zonas climáticas.
Entre los 800 y 1400 m s. n. m., las precipitaciones anuales medias se sitúan entre los 700 y 800 mm, siendo bastante más escasas durante el verano. La temperatura media en esta zona está entre los es de 10 y 11 °C, llegando a máximas en verano de 28 °C y a mínimas en invierno de -6 °C. En esta franja, las precipitaciones suelen ser en forma de nieve entre los meses de diciembre y febrero, aunque siempre hay excepciones, y la nieve precipitada se mantiene en el suelo durante poco más de tres días debido a las temperaturas. En esta zona se encuentran todas las ciudades y pueblos cercanos a la sierra y es por tanto, la más acosada por la presión urbanística.
Entre los 1400 y 2000 m s. n. m., las precipitaciones anuales medias se sitúan entre los 900 y 1000 mm, siendo más escasas durante el verano y más abundantes según se gana altitud. La temperatura media en esta zona está entre los 8 y 9 °C, llegando a máximas en verano de 25 °C y a mínimas en invierno de -8 °C. En esta franja, las precipitaciones suelen ser en forma de nieve entre los meses de diciembre y abril, aunque siempre hay excepciones, y la nieve precipitada permanece en el suelo de una forma permanente durante el invierno, aguantando congelada más tiempo en la vertiente norte.
Entre los 2000 y 2428 m s. n. m., las precipitaciones anuales medias se sitúan entre los 1200 y 2500 mm, siendo más escasas durante el verano y más abundantes según se gana altitud. La temperatura media en esta zona está entre los 6 y 7 °C, llegando a máximas en verano de 22 °C y a mínimas en invierno de -12 °C. Las precipitaciones suelen ser en forma de nieve por encima de los 800 m en los meses de invierno, y por encima de los 1600 m en los de invierno y primavera, aunque estos son términos medios. En esta zona, las precipitaciones suelen ser en forma de nieve entre los meses de noviembre y mayo, aunque siempre hay excepciones, y la nieve precipitada permanece en el suelo durante todo el invierno y gran parte de la primavera.
En resumen, el clima del parque nacional de Guadarrama es bastante húmedo, bastante más que el de la Meseta Central y por lo general frío, más cuanto mayor sea la altitud. En las cornisas y picos el viento suele ser muy intenso y las tormentas en todo el entorno de la sierra son más frecuentes que en la meseta.
Tabla de temperaturas medias según la altitud
| Altitud         | Temperatura en invierno | Temperatura en primavera y otoño | Temperatura en verano |
| --------------- | ----------------------- | -------------------------------- | --------------------- |
| 2428 m - 2000 m | -1 °C - -9 °C           | 8 °C - -3 °C                     | 20 °C - 5 °C          |
| 2000 m - 1400 m | 3 °C - -3 °C            | 11 °C - 5 °C                     | 23 °C - 7 °C          |
| 1400 m - 800 m  | 3 °C - -3 °C            | 15 °C - 7 °C                     | 25 °C - 11 °C         |

Clima del puerto de Navacerrada (1858 m)
|                | Enero | Febrero | Marzo | Abril | Mayo | Junio | Julio | Agosto | Septiembre | Octubre | Noviembre | Diciembre | Año  |
| -------------- | ----- | ------- | ----- | ----- | ---- | ----- | ----- | ------ | ---------- | ------- | --------- | --------- | ---- |
| Tª máxima (°C) | 2,0   | 2,5     | 4,7   | 5,7   | 10,2 | 16,3  | 21,2  | 21,2   | 16,6       | 9,8     | 5,4       | 3,2       | 9,9  |
| Tª mínima (°C) | -3,1  | -2,9    | -1,7  | -0,8  | 2,8  | 7,5   | 11,3  | 11,3   | 8,2        | 3,6     | 0,2       | -1,7      | 2,9  |
| Precip. (mm)   | 141   | 116     | 92    | 138   | 142  | 71    | 33    | 24     | 63         | 143     | 186       | 176       | 1326 |
| Días de nieve  | 13    | 12      | 11    | 13    | 5    | 1     | 0     | 0      | 1          | 3       | 8         | 11        | 78   |

## Montañismo y turismo

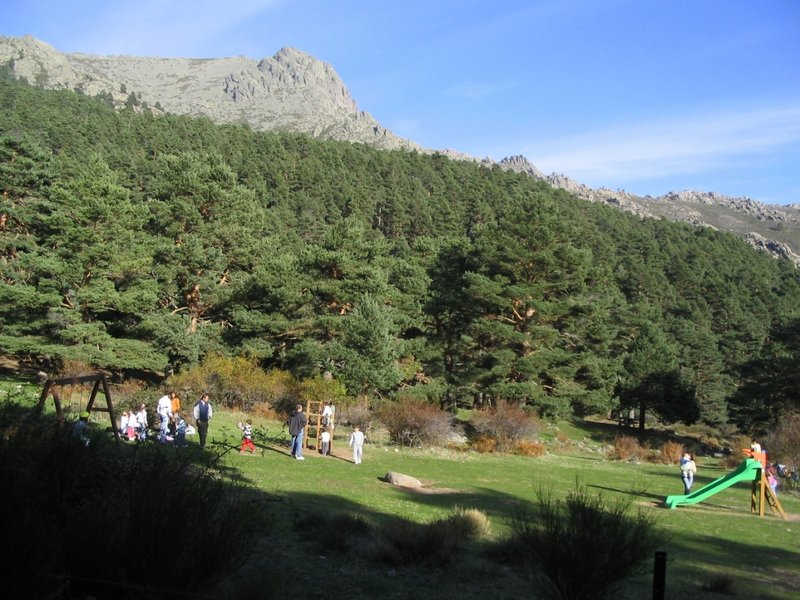
Zona recreativa del valle de la Barranca. La Maliciosa (2227 m) asoma detrás. Áreas de este tipo son muy abundantes en este parque nacional.

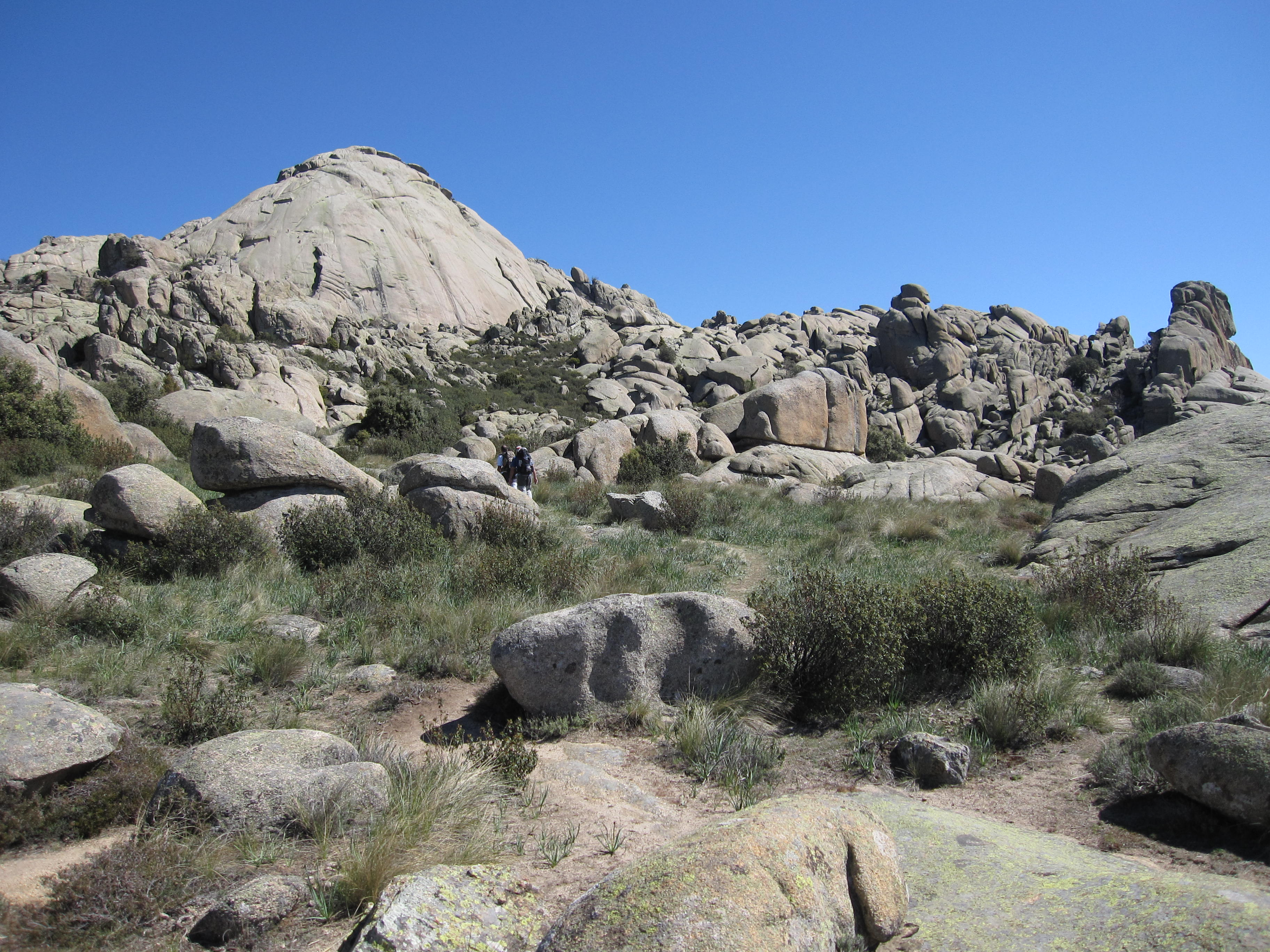
Pared sur del risco del Yelmo (1717 m), la más transitada por los escaladores.

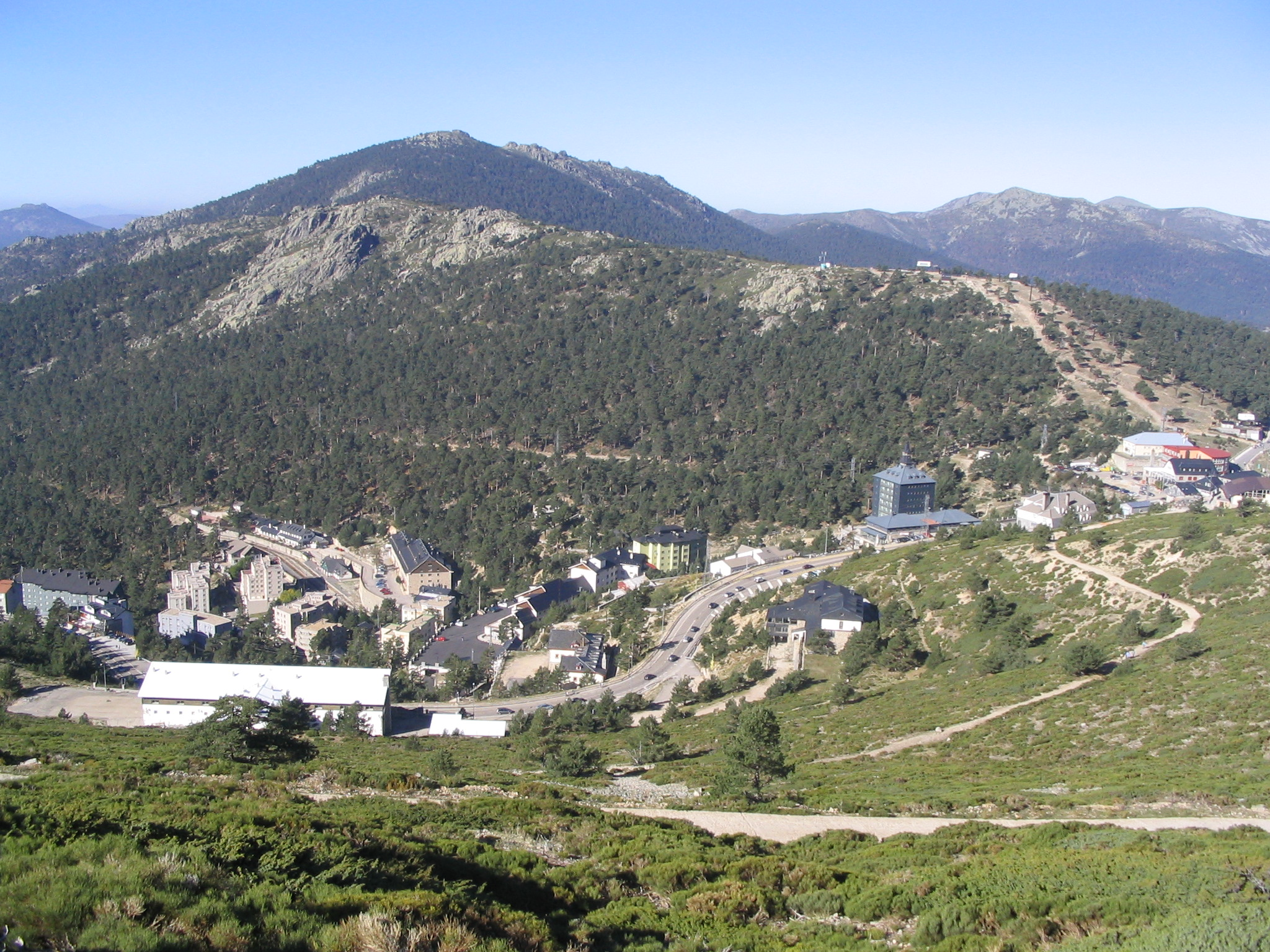
Puerto de Navacerrada (1858 m). Es un centro turístico y de alpinismo muy importante en el parque nacional, además de ser una estación de esquí. En la imagen se ve detrás Siete Picos y Montón de Trigo.

El parque nacional de Guadarrama ofrece multitud de posibilidades para practicar casi cualquier deporte de montaña, desde el senderismo hasta el paracaidismo. La proximidad de este parque nacional a Madrid y ciudades periféricas hace que disponga de un gran número de caminos en bastante buen estado, varias zonas de recreo y descanso, y tres estaciones de esquí.
Se pueden encontrar caminos en muy buen estado en el entorno de Valdemaqueda, las laderas del monte Abantos, las cercanías del puerto de Guadarrama, el valle de la Fuenfría, el valle de Siete Picos, el entorno del puerto de Navacerrada, el parque natural de Peñalara, el valle de la Barranca, el valle de Valsaín y La Pedriza, entre otros. Muchos de estos senderos están señalizados, y tienen áreas de descanso con barbacoas, bancos y mesas. Casi todos estos caminos no tienen dificultad relevante durante la primavera, verano y otoño. En invierno, los caminos que transcurren por encima de los 2000 metros cobran un nivel de dificultad de alta montaña debido a que a esa altitud abundan los barrancos, las zonas con hielo y suele cambiar el tiempo muy rápidamente, por ello hay que subir muy bien equipado (piolets, raquetas de nieve, crampones, brújulas,...). También hay que señalar que por encima de los 2000 metros, durante el invierno y parte de primavera, los espesores de nieve suelen superar los dos metros.
El puerto de Navacerrada (1858 m), aparte de ser una estación de esquí, es un lugar muy concurrido por familias y montañeros porque constituye un centro de recreo familiar y es el punto de partida de varios caminos de alta montaña. En el puerto hay varios hoteles y albergues, restaurantes, escuela y alquiler de material de esquí, un centro médico, una iglesia y un cuartel militar. Su estación de tren y autobús, y su gran aparcamiento de coches facilita mucho su acceso.
Otro centro de alpinismo muy importante de este parque nacional es el puerto de Cotos (1830 m). A este lugar se puede acceder en tren, en coche y dispone de un amplio aparcamiento que se suele llenar en días festivos. En el puerto hay un restaurante y el edificio del Club Alpino Español. Desde Cotos salen varios senderos que se adentran en la zona de Peñalara.
Las tres estaciones de esquí de este parque nacional no son muy grandes, pero ofrecen una gran oferta de servicios. Una de ellas es la del Puerto de Navacerrada, situada en dicho puerto, y que dispone de varios hoteles y restaurantes. Otra estación es la de Valdesquí, situada en la cara norte de la Cuerda Larga, justo en el valle que delimitan las cumbres de la Bola del Mundo (alto de Guarramillas) y Valdemartín. Esta es la estación más transitada, la más grande y la que más nieve conserva de las tres. El 1 de diciembre de 2007 se inauguró el centro de esquí nórdico Navafría, una estación de esquí de fondo situada en el puerto de Navafría. Hasta 1998 existía también otra pequeña estación en el puerto de Cotos llamada Valcotos, la cual ha sido desmantelada. En algunas de sus antiguas pistas se sigue practicando el esquí de fondo.
La escalada es un deporte muy practicado en este parque nacional. El mejor lugar para practicar este deporte es La Pedriza. En este paraje abundan las paredes graníticas y es por ello el lugar más transitado por los escaladores. La mejor pared de todas ellas es la cara sur del Yelmo porque es la más alta y resulta muy atractiva. Otro lugar en el que se puede practicar la escalada es el circo de Peñalara puesto que hay muchas paredes de más de 300 metros de altura.
Varios clubes de montañismo y deportes ofrecen en el parque nacional de Guadarrama actividades de hípica, quads, deportes de agua y paracaidismo. La cima del Abantos es un punto de salida de paracaidistas muy usado durante el verano.

### Lugares de interés
Hay lugares en el parque nacional, como valles y otras zonas, con un interés especial desde el punto de vista ecológico y paisajístico. Muchos de estas áreas tienen una gran afluencia de montañeros y turistas a lo largo de todo el año debido a la cercanía al área metropolitana de Madrid. Los lugares más destacados del parque nacional son el macizo de Peñalara y La Pedriza.

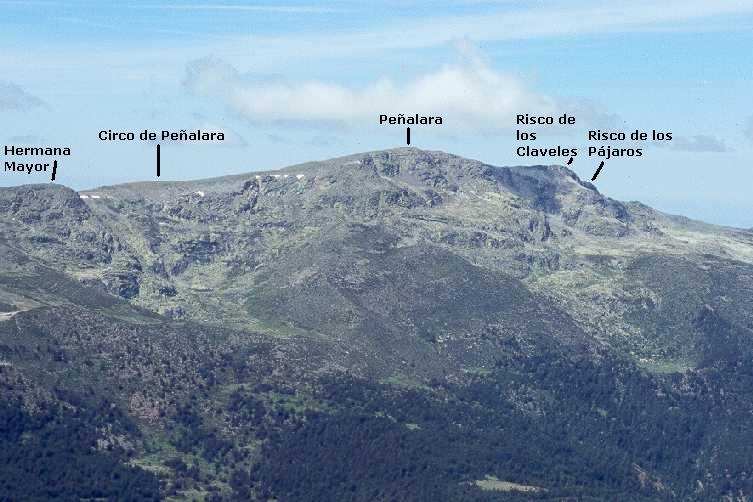
Vista general del macizo de Peñalara, actualmente declarado como parque natural de Peñalara.

Macizo de PeñalaraEn la vertiente sur del pico de Peñalara (el más alto del parque nacional con sus 2428 m) existe un paraje de especial belleza protegido desde que se declaró como parque natural de Peñalara. En este lugar, hay tres circos y una serie de lagunas, todo ello de origen glaciar. El circo de Peñalara está constituido por unas paredes de más de 300 metros de altura dispuestos en forma de U. A una altitud de unos 2000 m y en el entorno del circo existen varias lagunas de pequeño tamaño de las que salen arroyos y pequeñas cascadas en la época del deshielo. Las más destacadas son la Laguna Grande, la Laguna Chica, las lagunas de los Claveles y la laguna de los Pájaros. Los bosques de pino silvestre existen en zonas que están por debajo de los 2000 m, y en cotas superiores predominan las praderas y los arbustos de alta montaña. A este parque natural solo se accede por tres caminos que salen del puerto de Cotos.

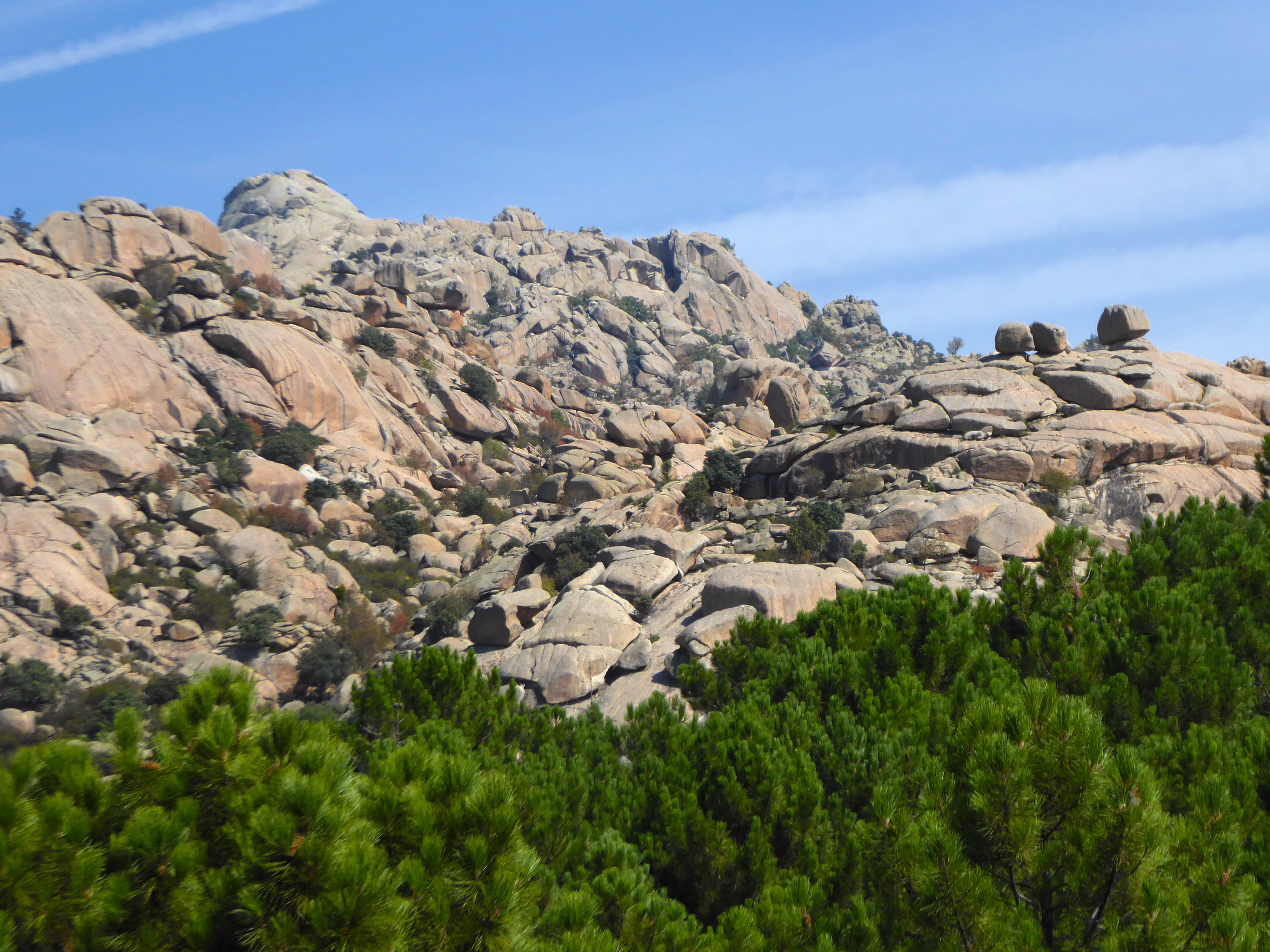
Vista de La Pedriza

La PedrizaLa Pedriza es una de las zonas más características y singulares del parque nacional de Guadarrama. Se sitúa en la vertiente sur de la Cuerda Larga, en el término municipal de Manzanares el Real (Madrid). La Pedriza tiene un paisaje repleto de enormes rocas y paredes de granito de formas muy curiosas y llamativas. Entre los elevados roquedos aparece un sotobosque compuesto por jaras y sabinas y separado de éste, un bosque de pinos. En el fondo de los pequeños valles que conforman la Pedriza transcurre el río Manzanares en su cuenca alta y otros arroyos bastante caudalosos. En la parte baja de este lugar hay un área recreativa con aparcamiento del que salen varios caminos que atraviesan la Pedriza. El pico más importante y llamativo de esta zona es El Yelmo, una gigantesca roca granítica sobresaliente del resto y que supera los 1700 metros de altitud. Esta es la roca más grande de las muchas que hay, y en su cara sur tiene una gran pared muy transitada por escaladores avanzados. A lo largo de la historia, la Pedriza ha sido un lugar muy concurrido por exiliados y perseguidos en guerra que se escondían en las cuevas.

## Accesos al parque
Desde Madrid

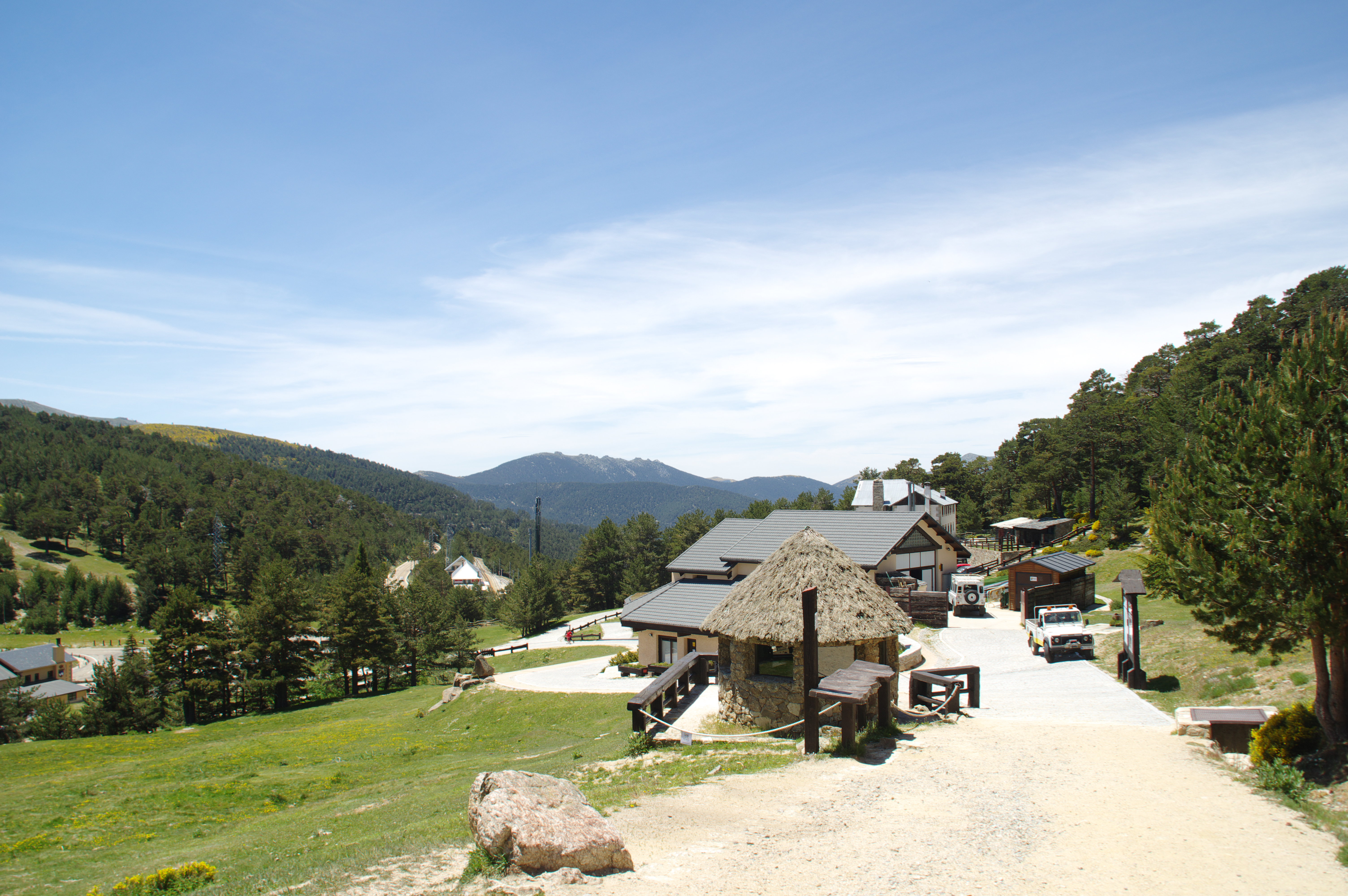
Sendero que sube desde Cotos hacia el circo de Peñalara

Desde la capital salen dos autopistas que llegan al parque nacional. Una de ellas es la A-6 o autopista de La Coruña. En el kilómetro 39 de ésta, hay un desvío que indica a Segovia y al Puerto de Navacerrada. Esta nueva carretera pasa junto a Navacerrada, Cercedilla, posteriormente atraviesa el Puerto de Navacerrada y después pasa por el valle de Valsaín. La otra autopista es la M-607 o carretera de Colmenar Viejo. Una vez pasada esta ciudad, esta carretera tiene desvíos a Manzanares el Real (punto de partida para ir a La Pedriza) y a Miraflores de la Sierra (punto de partida para ir al entorno del puerto de la Morcuera). Desde Madrid salen trenes que llevan a la sierra. La línea C-8a de Cercanías pasa por El Escorial (ciudad cercana al Monte Abantos) y acaba su trayecto en Ávila. La línea C-8b pasa por Cercedilla, por el entorno del puerto de Guadarrama y acaba su trayecto en Segovia. En Cercedilla sale el ferrocarril de Guadarrama (línea C-9) que pasa por los puertos de Navacerrada y Cotos.
Desde Segovia
Esta ciudad se halla muy cerca del parque nacional. La carretera CL-601 sale de Segovia con destino a La Granja de San Ildefonso, y posteriormente, pasando por el valle de Valsaín, llega al puerto de Navacerrada. En tren se llega a la sierra tomando el de la línea que lleva a Madrid, que posteriormente pasará por el entorno del puerto de Guadarrama y por Cercedilla.

## Cartografía
- Mapa "guía de la Sierra de Guadarrama 1:50.000", editado por I.G.N.. ISBN 84-234-3412-0
- Mapa "excursionista de Guadarrama 1:25.000", editado por editorial Alpina. ISBN 84-8090-159-4
- Mapa "excursionista de La Pedriza 1:25.000", editado por editorial Alpina. ISBN 84-8090-160-8
- Mapa "sierra de Guadarrama 1:50.000", editado por La Tienda verde. ISBN 84-611-3107-X